# Tour di Laura Pausini
Questa pagina contiene tutti i tour della cantante italiana Laura Pausini.

## Riepilogo
| Periodo                     | Nome Tour                              | Album da promuovere                         | Concerti |
| --------------------------- | -------------------------------------- | ------------------------------------------- | -------- |
| 2005 - 2023                 | Live vari                              | -                                           | 9        |
| luglio - ottobre 1993       | La solitudine Tour 1993                | Laura Pausini                               | 26       |
| maggio - ottobre 1994       | European Tour 1994                     | Laura                                       | 19       |
| marzo - giugno 1997         | World Wide Tour 1997                   | Le cose che vivi                            | 54       |
| febbraio - maggio 1999      | La mia risposta World Tour 1999        | La mia risposta                             | 28       |
| ottobre 2001 - giugno 2002  | World Tour 2001-2002                   | The Best of Laura Pausini - E ritorno da te | 50       |
| gennaio - luglio 2005       | World Tour 2005                        | Resta in ascolto                            | 58       |
| luglio - agosto 2006        | Juntos en concierto Tour 2006          | Live in Paris 05                            | 21       |
| febbraio - dicembre 2009    | World Tour 2009                        | Primavera in anticipo                       | 87       |
| dicembre 2011 - agosto 2012 | Inedito World Tour 2011-2012           | Inedito                                     | 75       |
| dicembre 2013 - agosto 2015 | The Greatest Hits World Tour 2013-2015 | 20 - The Greatest Hits                      | 53       |
| maggio - ottobre 2016       | Simili World Tour 2016                 | Simili                                      | 33       |
| luglio - novembre 2018      | Fatti sentire World Wide Tour 2018     | Fatti sentire                               | 52       |
| giugno - agosto 2019        | Laura Biagio Stadi Tour 2019           | -                                           | 11       |
| giugno 2023 - dicembre 2024 | World Tour 2023-2024                   | Anime parallele                             | 78       |
| Totale                      | Totale                                 | Totale                                      | 654      |

### Stati attraversati
- America: Argentina, Brasile, Canada, Cile, Colombia, Costa Rica, Ecuador, El Salvador, Guatemala, Messico, Panama, Paraguay, Perù, Porto Rico, Cuba, Repubblica Dominicana, Stati Uniti d'America, Uruguay, Venezuela.
- Europa: Austria, Belgio, Bulgaria, Finlandia, Francia, Germania, Italia, Lussemburgo, Malta, Monaco, Paesi Bassi, Portogallo, Regno Unito, Russia, Serbia, Slovenia, Spagna, Svezia, Svizzera.
- Oceania: Australia.

## La solitudine Tour 1993
La solitudine Tour 1993 è un piccolo tour dell'estate del 1993 in piazze italiane partita da Forlì il 18 luglio 1993 e terminata a Piano di Sorrento il 5 ottobre 1993.
Segue l'uscita dell'album Laura Pausini.

### Band
- Pino Rega: basso
- Fabrizio Alessandrini: chitarra acustica
- Nicola Pignatiello: batteria
- Mimmo Manna: chitarra elettrica
- Andrea Gargiulo: pianoforte e tastiere
- Paola Bonora: cori
- Cristina: cori

### Scaletta
1. Il cuore non si arrende
2. Baci che si rubano
3. Dove sei
4. Medley: Greatest love of all, Against all odds, I just can't stop loving you, Heal the world, To love somebody
5. Mi rubi l'anima
6. La solitudine
7. Perché non torna più
8. Tutt'al più
9. Non c'è

### Date
Luglio
- 18 luglio 1993, Forlì (Italia)
- 25 luglio 1993, San Martino in Argine, frazione di Molinella (Italia)
- 26 luglio 1993, Rieti (Italia)

Agosto
- 2 agosto 1993, Mosciano Sant'Angelo (Italia)
- 8 agosto 1993, Vieste (Italia)
- 11 agosto 1993, Marina di Carrara (Italia)
- 12 agosto 1993, Riccione (Italia)
- 13 agosto 1993, Staggia, frazione di San Prospero (Italia)
- 14 agosto 1993, Pescara (Italia)
- 16 agosto 1993, Scerni (Italia)
- 23 agosto 1993, Mercato San Severino (Italia)
- 27 agosto 1993, Arenzano (Italia)
- 28 agosto 1993, Giovecca, frazione di Lugo (Italia)

Settembre
- 1º settembre 1993, San Marino, frazione di Forlì (Italia)
- 3 settembre 1993, Capizzi (Italia)
- 9 settembre 1993, Conzaga (Italia)
- 10 settembre 1993, Mathi (Italia)
- 11 settembre 1993, Faenza (Italia)
- 12 settembre 1993, Nova Gorica (Slovenia)
- 14 settembre 1993, Ravenna (Italia)
- 15 settembre 1993, Modena (Italia)
- 17 settembre 1993, Castrocaro Terme (Italia)
- 19 settembre 1993, Fiano Romano (Italia)
- 28 settembre 1993, Meta (Italia)
- 29 settembre 1993, Sant'Angelo Le Fratte (Italia)

Ottobre
- 5 ottobre 1993, Piano di Sorrento (Italia)

## European Tour 1994
European Tour 1994 è un tour del 1994.
Segue l'uscita dell'album Laura.

### Band
- Adriano "Martino" Pratesi: chitarra elettrica, chitarra acustica, programmazione, responsabile band
- Claudio Zitti: tastiere e sintetizzatori
- Davide Pettirossi: batteria
- Francesco Puglisi (tour Italia), Fabio Pignatelli (tour estero): basso
- Silvia Mezzanotte, cori
- Cristina Montanari, cori
- Betty Maineri, cori

### Scaletta
L'artista canta in ordine sparso tutte le 18 canzoni contenute negli album Laura Pausini e Laura
1. Dove sei
2. La solitudine
3. Gente
4. Strani amori
5. Il cuore non si arrende
6. Mi rubi l'anima
7. Non c'è
8. Perché non torna più
9. Tutt'al più
10. Baci che si rubano
11. Lettera
12. Lui non sta con te
13. Il coraggio che non c'è
14. Ragazze che
15. Un amico è così
16. Anni miei
17. Cani e gatti
18. Amori infiniti

### Date
Maggio
- 23 maggio 1994, Cesena (Italia), Carisport
- 25 maggio 1994, Roma (Italia), Tendastrisce
- 26 maggio 1994, Firenze (Italia), Palasport
- 28 maggio 1994, Milano (Italia), Palatrussardi
- 31 maggio 1994, Vicenza (Italia), PalaTenda

Giugno
- 24 giugno 1994, Napoli (Italia), Palapartenope

Agosto
- 3 agosto 1994, Montichiari (Italia), Palasport
- 14 agosto 1994, Palinuro (Italia), Campo sportivo

Settembre
- 24 settembre 1994, Locarno (Svizzera), Piazza Grande

Ottobre
- 15 ottobre 1994, Rotterdam (Paesi Bassi), De Doelen
- 16 ottobre 1994, Rotterdam (Paesi Bassi), De Doelen
- 17 ottobre 1994, Amsterdam (Paesi Bassi), RAI
- 20 ottobre 1994, Maastricht (Paesi Bassi), MECC
- 21 ottobre 1994, Utrecht (Paesi Bassi), Central Studios
- 22 ottobre 1994, 's Hertogenbosch (Paesi Bassi), Brabanthallen
- 23 ottobre 1994, Charleroi (Belgio), Palais des Expo
- 24 ottobre 1994, Arnhem (Paesi Bassi), Rijnhal
- 26 ottobre 1994, Groninga (Paesi Bassi), Martinihal
- 29 ottobre 1994, Bruxelles (Belgio), Forest National

## World Wide Tour 1997
World Wide Tour 1997 è la prima tournée ufficiale, partita da Viña del Mar il 22 febbraio 1997 e terminata a Atlantic City il 28 giugno 1997.
Segue l'uscita dell'album Le cose che vivi.
Il concerto è stato trasmesso in radio da Radio Italia nel 1997 Festeggiava insieme a Laura Pausini un anno incancellabile.

### Band
- Filippo Martelli: pianoforte
- Eric Buffat: tastiere
- Riccardo Galardini: chitarra elettrica
- Ray Fuller: Chitarra elettrica
- Lorenzo Forti: basso elettrico
- Massimo Pacciani: batteria
- Stefano Cantini: fiati, percussioni
- Monica Magnani: cori
- Emanuela Cortesi: cori
- Rossella Ruini: cori
- Stefano De Maco: cori (Viña del Mar, Sud America/Stati Uniti/Canada)

### Scaletta
Viña del Mar (Cile)
1. Escucha a tu corazón
2. 16/5/74
3. La soledad
4. Medley: Mi rubi l'anima, Il coraggio che non c'è, Lui non sta con te, Dove sei, Baci che si rubano
5. Las cosas que vives
6. Cuando se ama
7. El mundo que soñé
8. Las chicas
9. Inolvidable
10. Se fue

- A fine concerto esegue un pezzo a cappella di Amores extraños.

Europa
1. Incancellabile
2. Ascolta il tuo cuore
3. 16/5/74
4. Strani amori
5. Che storia è
6. Perché non torna più
7. Seamisai
8. Le cose che vivi
9. Due innamorati come noi
10. Mi dispiace
11. La solitudine
12. Ragazze che
13. Medley: Mi rubi l'anima, Il coraggio che non c'è, Lui non sta con te, Un amico è così, Dove sei, Baci che si rubano
14. Un giorno senza te
15. La voce
16. Il mondo che vorrei
17. Angeli nel blu
18. Gente

America
1. Inolvidable
2. Se fue
3. La soledad
4. Gente
5. Amores extraños
6. El mundo que soñé
7. Las cosas que vives
8. La voz
9. Dos enamorados
10. Escucha a tu corazón
11. Él no está por ti
12. ¿Por qué no volverán?
13. Cuando se ama
14. Las chicas
15. Medley: Mi rubi l'anima, Il coraggio che non c'è, Lui non sta con te, Un amico è così, Dove sei, Baci che si rubano
16. Angeles en el cielo
17. Un día sin ti
18. ¿Por qué no?

Brasile
1. Incancellabile
2. Ascolta il tuo cuore
3. 16/5/74
4. Strani amori
5. Che storia é
6. Perché non torna piú
7. Seamisai
8. Tudo o que eu vivo
9. Apaixonados como nos
10. Mi dispiace
11. La solitudine
12. Ragazze che
13. Medley: Mi rubi l'anima / Il coraggio che non c'é / Lui non sta con te / Un amico é cosí / Dove sei / Baci che si rubano
14. Un giorno senza te
15. La voce
16. Il mondo che vorrei
17. Angeli nel blu
18. Gente
19. Inesquecível / Se fue

### Date
Febbraio
- 22 febbraio 1997, Viña del Mar (Cile), Festival Internacional de la Canción de Viña del Mar (in qualità di ospite, trasmesso in diretta TV su Chilevisión)

Marzo
- 1º marzo 1997, Ginevra (Svizzera), Palais Du Sport
- 4 marzo 1997, Ravenna (Italia), PalaDeAndrè
- 6 marzo 1997, Napoli (Italia), PalaPartenope
- 7 marzo 1997, Bari (Italia), PalaFlorio
- 9 marzo 1997, Torino (Italia), PalaTorino
- 10 marzo 1997, Milano (Italia), Mediolanum Forum d'Assago
- 11 marzo 1997, Parma (Italia), Palasport Bruno Raschi
- 14 marzo 1997, Frauenfeld (Svizzera), Festhutte
- 15 marzo 1997, Bellinzona (Svizzera), Palabasket
- 18 marzo 1997, Montichiari (Italia), PalaGeorge
- 19 marzo 1997, Neuchâtel (Svizzera), Patinoire Du Litoral
- 21 marzo 1997, Bruxelles (Belgio), Forest National
- 23 marzo 1997, Rotterdam (Paesi Bassi), Ahoy Rotterdam
- 26 marzo 1997, Roma (Italia), PalaLottomatica

Aprile
- 2 aprile 1997, Nizza (Francia), Theatre De Verdure
- 4 aprile 1997, Parigi (Francia), Olympia
- 5 aprile 1997, Lione (Francia), Bourse Du Travail
- 17 aprile 1997, Palma di Maiorca (Spagna), Plaza de Toros de Maiorca
- 19 aprile 1997, Valencia (Spagna), Plaza de toros de Valencia
- 20 aprile 1997, Murcia (Spagna), Plaza de Toros de Murcia
- 22 aprile 1997, Saragozza (Spagna), Palacio Municipal de Deportes
- 23 aprile 1997, Madrid (Spagna), Palacio de Deportes de la Comunidad de Madrid
- 25 aprile 1997, Barcellona (Spagna), Palau Sant Jordi
- 27 aprile 1997, Granada (Spagna), Palacio Municipal de Deportes de Granada
- 28 aprile 1997, Malaga (Spagna), Plaza de toros de La Malagueta
- 30 aprile 1997, Lisbona (Portogallo), Praça de touros de Campo Pequeno

Maggio
- 2 maggio 1997, La Coruña (Spagna), Coliseum da Coruña
- 3 maggio 1997, Gijón (Spagna), Palacio de Deportes de Gijón
- 7 maggio 1997, Caracas (Venezuela), Poliedro de Caracas
- 10 maggio 1997, San Juan (Porto Rico), Stadio Hiram Bithorn
- 13 maggio 1997, Rio de Janeiro (Brasile), Metropolitan
- 14 maggio 1997, San Paolo (Brasile), Palace
- 16 maggio 1997, San Paolo (Brasile), Olympia
- 17 maggio 1997, San Paolo (Brasile), Olympia
- 19 maggio 1997, San Paolo (Brasile), Olympia
- 20 maggio 1997, San Paolo (Brasile), Olympia
- 22 maggio 1997, Curitiba (Brasile), Curitiba Forum
- 24 maggio 1997, Porto Alegre (Brasile), Gigantinho
- 27 maggio 1997, Buenos Aires (Argentina), Teatro Opera
- 29 maggio 1997, Santiago del Cile (Cile), Teatro Caupolicán

Giugno
- 1º giugno 1997, Cuzco (Perù), Festival Internacional Cusqueña
- 3 giugno 1997, Lima (Perù), Jockey Plaza
- 6 giugno 1997, Bogotà (Colombia), Palacio de los Deportes de Bogotá
- 10 giugno 1997, Città del Messico (Messico), Auditorio Nacional
- 11 giugno 1997, Città del Messico (Messico), Auditorio Nacional
- 13 giugno 1997, Santo Domingo (Repubblica Dominicana), Teatro Aragua
- 14 giugno 1997, Santo Domingo (Repubblica Dominicana), Teatro Aragua
- 17 giugno 1997, San José (Costa Rica), Estadio Nacional de Costa Rica
- 19 giugno 1997, Città del Guatemala (Guatemala), Tikal Futura
- 21 giugno 1997, Monterrey (Messico), Auditorio Banamex
- 24 giugno 1997, Toronto (Canada), Roy Thomson Hall
- 26 giugno 1997, Miami (Stati Uniti), James L. Knight Center
- 28 giugno 1997, Atlantic City (Stati Uniti), Trump Taj Mahal

## La mia risposta World Tour 1999
La mia risposta World Tour 1999 è la seconda tournée, partita da Firenze il 1º marzo 1999 e terminata a Catania il 23 maggio 1999.
Segue l'uscita dell'album La mia risposta.
Il 22 marzo 1999 è stato trasmesso in radio da RTL 102.5 il concerto da Amsterdam, Carre Theatre.

### Band
- Mark Harris: Pianoforte, tastiere
- Eric Buffat: Tastiere, programmazioni, cori
- Andrea Braido: chitarra elettrica
- Alfredo Paixao: basso elettrico
- Maxx Furian: batteria
- Anna De Francesco: Percussioni, cori
- Monica Magnani: cori

### Scaletta
Europa
1. La mia risposta
2. Che bene mi fai
3. Strani amori
4. Medley 1: Lui non sta con te, Un amico è così, Lettera
5. Ascolta il tuo cuore"
6. Medley 2: Seamisai, Succede al cuore, Mi rubi l'anima
7. Una storia seria
8. Le cose che vivi
9. Medley 3: Tutt'al più, Angeli nel blu
10. In assenza di te
11. Come una danza
12. Mi dispiace
13. Un'emergenza d'amore
14. Medley 4: Buone verità, Il mondo che vorrei
15. Felicità
16. La solitudine
17. Looking for an Angel
18. Gente
19. Medley 5: Tu cosa sogni?, Stanotte stai con me
20. Anna dimmi sì
21. Non c'è
22. Incancellabile
23. One More Time (Bis)
24. Emergenza Rob's Rock (Bis)

Spagna
1. Mi respuesta
2. Me siento tan bien
3. Amores extraños
4. Medley 1: Él no está por ti, Un amico è così, Carta
5. Escucha a tu corazón
6. Medley 2: Cuando se ama, Sucede a veces, Mi rubi l'anima
7. Una historia seria
8. Las cosas que vives
9. Medley 3: ¿Por qué no?, Angeles en el cielo
10. En ausencia de ti
11. Como una danza
12. Lo siento
13. Emergencia de amor
14. Medley 4: Una gran verdad, El mundo que soñé
15. Felicidad
16. La soledad
17. Looking for an Angel
18. Gente
19. Medley 5: ¿Tú con qué sueñas? , Quédate esta noche
20. Ana díme sí
21. Se fué
22. Inolvidable
23. One More Time (Bis)
24. Emergencia Rob's Rock (Bis)

### Date
Febbraio
- 27 febbraio 1999 (Data zero), Foligno (Italia), Auditorium San Domenico

Marzo
- 1º marzo 1999, Firenze (Italia), Teatro Verdi
- 2 marzo 1999, Torino (Italia), Teatro Colosseo
- 3 marzo 1999, Bologna (Italia), Centro Congressi
- 5 marzo 1999, Genova (Italia), Teatro Carlo Felice
- 6 marzo 1999, Brescia (Italia), Teatro Tenda
- 8 marzo 1999, Trento (Italia), Auditorium Santa Chiara
- 11 marzo 1999, Napoli (Italia), Teatro Tenda
- 13 marzo 1999, Milano (Italia), Teatro Lirico di Milano
- 15 marzo 1999, Verona (Italia), Teatro Filarmonico
- 16 marzo 1999, Ravenna (Italia), Teatro Astoria
- 18 marzo 1999, Zurigo (Svizzera), Kongresshaus
- 19 marzo 1999, Bellinzona (Svizzera), Palabasket
- 21 marzo 1999, Montreux (Svizzera), Stravinsky's Hall
- 22 marzo 1999, Amsterdam (Paesi Bassi), Carre Theatre
- 24 marzo 1999, Eindhoven (Paesi Bassi), C. Music Phillips
- 29 marzo 1999, Roma (Italia), Teatro Brancaccio

Aprile
- 4 aprile 1999, Londra (Regno Unito), Stadium
- 6 aprile 1999, Lisbona (Portogallo), Coliseu dos Recreios
- 7 aprile 1999, Porto (Portogallo), Coliseu do Porto
- 9 aprile 1999, Madrid (Spagna), Palácio de Congresos
- 13 aprile 1999, Charleroi (Belgio), Palais Des Beaux Arts
- 14 aprile 1999, Liegi (Belgio), Forum
- 16 aprile 1999, Bruxelles (Belgio), Palais Des Beaux Arts
- 17 aprile 1999, Lussemburgo (Lussemburgo), Palais Des Beaux Arts
- 18 aprile 1999, Ostenda (Belgio), Casino-Kursaal Oostende

Maggio
- 23 maggio 1999, Catania (Italia), Teatro Metropolitan

## World Tour 2001-2002
World Tour 2001-2002 è la terza tournée, partita da Miami il 19 ottobre 2001 e terminata a Nizza l'8 giugno 2002.
Segue l'uscita dell'album The Best of Laura Pausini - E ritorno da te.
Il 26 ottobre a San Paolo in Brasile duetta con i due cantanti brasiliani Sandy & Junior nel brano Inesquecível.
All fine del Tour esce il DVD Live 2001-2002 World Tour registrato al Mediolanum Forum di Milano il 2 dicembre 2001, che contiene il duetto con il cantautore Biagio Antonacci nel brano Tra te e il mare.

### Band
- Luca Jurman: Pianoforte, tastiere
- Carlo Palmas: tastiere
- Gabriele Fersini: chitarra
- Gabriele Cicognani: basso elettrico
- Maxx Furian: batteria
- Monica Magnani: cori
- Julia Saint Louis: cori
- Stefano De Maco: cori

### Scaletta
Europa & Brasile
1. E ritorno da te
2. La mia risposta
3. Gente
4. Il mondo che vorrei
5. Ascolta il tuo cuore
6. Un'emergenza d'amore
7. Medley: Lettera, Lui non sta con te, Il coraggio che non c'è
8. Seamisai (Sei que me amavas)
9. Fidati di me
10. La solitudine
11. Le cose che vivi
12. Tra te e il mare
13. Una storia che vale
14. One more time
15. Incancellabile
16. Angeli nel blu
17. Mi rubi l'anima
18. Strani amori
19. Non c'è
20. In assenza di te
21. Il mio sbaglio più grande
22. Medley: Volevo dirti che ti amo, Viaggio con te
23. E ritorno da te (Bis)

America & España
1. Volveré junto a ti
2. Entre tú y mil mares
3. Gente
4. El mundo que soñé
5. Escucha a tu corazón
6. Cuando se ama (Sei que me amavas)
7. Una emergencia de amor
8. Medley: Carta, Él no está por ti, El valor que no se ve
9. Fíate de mí
10. La soledad
11. Las cosas que vives
12. One more time
13. Dos historias iguales
14. Mi respuesta
15. Inolvidable
16. Angeles en el cielo
17. Un error de los grandes
18. En ausencia de ti
19. Amores extraños
20. Se fue
21. La meta de mi viaje
22. Volveré junto a ti (Bis)

### Date
Ottobre
- 19 ottobre 2001, Miami (Stati Uniti), Jackie Gleason Theater
- 21 ottobre 2001, San Juan (Porto Rico), Coliseo Roberto Clemente
- 25 ottobre 2001, San Paolo (Brasile), Citibank Hall
- 26 ottobre 2001, San Paolo (Brasile), Citibank Hall
- 27 ottobre 2001, San Paolo (Brasile), Citibank Hall
- 31 ottobre 2001, Buenos Aires (Argentina), Grand Rex Theater

Novembre
- 3 novembre 2001, Lima (Perù), Jockey Club
- 6 novembre 2001, San Salvador (El Salvador), Anfiteatro De La Feria Int
- 9 novembre 2001, Città del Messico (Messico), Teatro Metropolitan
- 10 novembre 2001, Città del Messico (Messico), Teatro Metropolitan
- 13 novembre 2001, Panama (Panama), Anayansi Theatre

Dicembre
- 2 dicembre 2001, Milano (Italia), Mediolanum Forum d'Assago

Gennaio
- 15 gennaio 2002, Zurigo (Svizzera), Kongresshaus
- 16 gennaio 2002, Losanna (Svizzera), Palais de Beaulieu
- 18 gennaio 2002, L'Aia, (Paesi Bassi), Congress Centre
- 19 gennaio 2002, Bruxelles (Belgio), Cirque Royal
- 22 gennaio 2002, Stoccolma (Svezia), Philadelphia Church Concerthall
- 24 gennaio 2002, Turku (Finlandia), HK Arena
- 25 gennaio 2002, Espoo (Finlandia), Barona Areena
- 26 gennaio 2002, Tampere (Finlandia), Tampere Hall
- 30 gennaio 2002, Madrid (Spagna), Palacio de Congresos
- 31 gennaio 2002, Salamanca (Spagna), Palacio de Congresos

Febbraio
- 5 febbraio 2002, Villorba (Italia), PalaVerde
- 6 febbraio 2002, Bolzano (Italia), Palaonda
- 8 febbraio 2002, Verona (Italia), Palasport Verona
- 9 febbraio 2002, Torino (Italia), PalaTorino
- 11 febbraio 2002, Modena (Italia), PalaPanini
- 12 febbraio 2002, Perugia (Italia), PalaEvangelisti
- 14 febbraio 2002, Bari (Italia), PalaFlorio
- 16 febbraio 2002, Acireale (Italia), PalaTupparello
- 17 febbraio 2002, Palermo (Italia), PalaUditore
- 18 febbraio 2002, Reggio Calabria (Italia), PalaCalafiore
- 20 febbraio 2002, Napoli (Italia), PalaPartenope
- 22 febbraio 2002, Roma (Italia), Palaghiaccio di Marino
- 23 febbraio 2002, Ancona (Italia), PalaRossini
- 25 febbraio 2002, Firenze (Italia), Nelson Mandela Forum
- 26 febbraio 2002, Milano (Italia), Mediolanum Forum d'Assago
- 28 febbraio 2002, Montichiari (Italia), PalaGeorge

Marzo
- 2 marzo 2002, Pesaro (Italia), Adriatic Arena
- 4 marzo 2002, Villorba (Italia), PalaVerde
- 7 marzo 2002, Differdange (Lussemburgo), Centre Sportif[5][6]
- 9 marzo 2002, Parigi (Francia), Olympia
- 10 marzo 2002, Basilea (Svizzera), Grosser Festsaal

Maggio
- 30 maggio 2002, Monaco di Baviera (Germania), Georg-Elser-Halle
- 31 maggio 2002, Stoccarda (Germania), Liederalle

Giugno
- 2 giugno 2002, Amburgo (Germania), CCH2
- 3 giugno 2002, Colonia (Germania), Theater am Tanzbrunnen
- 5 giugno 2002, Parigi (Francia), Le Zénith de Paris
- 6 giugno 2002, Metz (Francia), Galaxie Amnéville
- 8 giugno 2002, Nizza (Francia), Palais Nikaia

## World Tour 2005
World Tour 2005 è la quarta tournée, partita da Ravenna il 30 gennaio 2005 e terminata a Locarno il 14 luglio.
Il Tour, che segue l'uscita dell'album Resta in ascolto, tocca l'Italia, l'Europa, il Nord e il Sud America.
A settembre 2005 viene premiato al Festivalbar come Miglior Tour dell'anno, per gli oltre 60 concerti in tutto il mondo.
Dal tour esce a novembre dello stesso anno Live in Paris 05, CD e DVD registrato al teatro Le Zénith de Paris di Parigi.
Il CD in particolare contiene il brano Viveme registrato al Wiltern Theater di Los Angeles.

### Band
- Bruno Zucchetti: pianoforte, tastiere
- Carlo Palmas: tastiere
- Paolo Carta: chitarra elettrica
- Gabriele Fersini: chitarra elettrica
- Cesare Chiodo: basso elettrico
- Alfredo Golino: batteria
- Roberta Granà: cori
- Barbara Zappamiglio: cori

### Scaletta
Europa & Brasile
1. Gente
2. Un'emergenza d'amore
3. Medley: Che bene mi fai, Fidati di me, La mia risposta, Così importante
4. Vivimi
5. Mi abbandono a te
6. La solitudine
7. Benedetta passione, Ogni volta
8. Non c'è
9. Medley: Strani amori, Lettera, Il mondo che vorrei, Il tuo nome in maiuscolo
10. Resta in ascolto
11. La prospettiva di me
12. Medley: Cuando se ama (Sei que me amavas), Mi rubi l'anima, Un amico è così, Come se non fosse stato mai amore
13. In assenza di te
14. Tra te e il mare
15. Incancellabile
16. Surrender
17. E ritorno da te
18. Le cose che vivi

America
1. Gente
2. Emergencia de amor
3. Medley: Me siento tan bien, Fíate de mí, Mi respuesta, Tan importante
4. Víveme
5. Me abandono a ti
6. La soledad
7. Bendecida pasión
8. Se fue
9. Medley: Amores extraños, Carta, El mundo que soñé, Tu nombre en mayúsculas
10. Escucha atento
11. Mi perspectiva
12. Como si no nos hubiéramos amado
13. Love comes from the inside
14. I need love
15. En ausencia de ti
16. Entre tú y mil mares
17. Inolvidable
18. Surrender
19. Volveré junto a ti
20. Las cosas que vives

Montreux Jazz Festival
1. Gente
2. Un'emergenza d'amore
3. Medley: Che bene mi fai, Fidati di me, La mia risposta, Cosi importante
4. Vivimi
5. Mi abbandono a te
6. La solitudine
7. Bendecida pasión
8. Non c'è
9. Medley: Strani amori, Lettera, Il mondo che vorrei, Il tuo nome in maiuscolo
10. Resta in ascolto
11. La prospettiva di me
12. Come se non fosse stato mai amore
13. In assenza di te
14. Tra te e il mare
15. Incancellabile
16. On n'oublie jamais rien, on vit avec
17. Le cose che vivi

### Date

#### Tour invernale
Gennaio
- 30 gennaio 2005, Ravenna (Italia), PalaDeAndré

Febbraio
- 5 febbraio 2005, Torino (Italia), PalaTorino
- 6 febbraio 2005, Genova (Italia), 105 Stadium
- 11 febbraio 2005, Milano (Italia), Mediolanum Forum d'Assago
- 12 febbraio 2005, Milano (Italia), Mediolanum Forum d'Assago
- 14 febbraio 2005, Perugia (Italia), PalaEvangelisti
- 15 febbraio 2005, Roma (Italia), PalaLottomatica
- 17 febbraio 2005, Ancona (Italia), PalaRossini
- 18 febbraio 2005, Napoli (Italia), PalaPartenope
- 20 febbraio 2005, Acireale (Italia), PalaTupparello
- 21 febbraio 2005, Reggio Calabria (Italia), PalaCalafiore
- 23 febbraio 2005, Firenze (Italia), Nelson Mandela Forum
- 24 febbraio 2005, Livorno (Italia), Modigliani Forum
- 26 febbraio 2005, Villorba (Italia), PalaVerde
- 27 febbraio 2005, Montichiari (Italia), PalaGeorge

Marzo
- 2 marzo 2005, Marsiglia (Francia), Le Dôme de Marseille
- 4 marzo 2005, Bruxelles (Belgio), Forest National
- 6 marzo 2005, Stoccolma (Svezia), Annexet
- 8 marzo 2005, Tampere (Finlandia), Tampere Hall
- 9 marzo 2005, Helsinki (Finlandia), Hartwall Areena
- 10 marzo 2005, Turku (Finlandia), HK Arena
- 13 marzo 2005, L'Aia (Paesi Bassi), World Forum Convention Center
- 15 marzo 2005, Londra (Regno Unito), Hammersmith Apollo Carling
- 17 marzo 2005, Lilla (Francia), Zénith de Lille Grand Palais
- 18 marzo 2005, Amnéville (Francia), Galaxie Amnéville
- 20 marzo 2005, Ginevra (Svizzera), SEG Geneva Arena
- 22 marzo 2005, Parigi (Francia), Le Zénith de Paris
- 23 marzo 2005, Parigi (Francia), Le Zénith de Paris
- 25 marzo 2005, Lione (Francia), Halle Tony Garnier
- 29 marzo 2005, Milano (Italia), Mediolanum Forum d'Assago
- 31 marzo 2005, Bologna (Italia), Unipol Arena

Aprile
- 1º aprile 2005, Pesaro (Italia), Adriatic Arena
- 3 aprile 2005, Basilea (Svizzera), St. Jkobshalle
- 5 aprile 2005, Nizza (Francia), Palais Nikaia
- 8 aprile 2005, Bolzano (Italia), PalaOnda
- 17 aprile 2005, Miami (Stati Uniti), James L. Knight Convention Center
- 20 aprile 2005, New York (Stati Uniti), The Town Hall
- 22 aprile 2005, Los Angeles (Stati Uniti), Wiltern Theater
- 24 aprile 2005, Città del Messico (Messico), Teatro Metropolitan
- 26 aprile 2005, Panama, (Panama), Las Islas Del Atlapa
- 28 aprile 2005, San Paolo, (Brasile), Citibank Hall
- 29 aprile 2005, San Paolo, (Brasile), Citibank Hall

Maggio
- 1º maggio 2005, Buenos Aires (Argentina), Grand Rex Theater

#### Tour estivo
Giugno
- 16 giugno 2005, Castel del Piano (Italia), Stadio Comunale
- 19 giugno 2005, Verona (Italia), Arena di Verona
- 21 giugno 2005, Cernobbio (Italia), Villa Erba
- 22 giugno 2005, Genova (Italia), Piazza della Vittoria, Coca Cola Live & MTV
- 25 giugno 2005, Cagliari (Italia), Fiera di Cagliari
- 28 giugno 2005, Taranto (Italia), Stadio Erasmo Iacovone
- 30 giugno 2005, Palermo (Italia), Velodromo Paolo Borsellino

Luglio
- 3 luglio 2005, Catanzaro (Italia), Arena Magna Grecia
- 5 luglio 2005, Roma (Italia), Ippodromo delle Capannelle, Fiesta Festival
- 6 luglio 2005, Venezia (Italia), Arena Ca' Noghera
- 8 luglio 2005, Monte Carlo (Principato di Monaco), Sporting Club, Sporting Summer Festival
- 9 luglio 2005, Monte Carlo (Principato di Monaco), Sporting Club, Sporting Summer Festival
- 11 luglio 2005, Montreux (Svizzera), Montreux Musique & Convention Centre, Montreux Jazz Festival
- 12 luglio 2005, Modena (Italia), Parco Novi Sad
- 14 luglio 2005, Locarno (Svizzera), Piazza Grande, Moon and Stars Festival

#### Date annullate
- 7 aprile 2005, Capodistria (Slovenia), Pala Bonifika

## Juntos en concierto Tour 2006
Juntos en concierto Tour 2006 è una tournée insieme a due colleghi latino-americani, Marc Anthony e Marco Antonio Solis.
La tournée è composta da 21 date nelle più importanti città degli Stati Uniti. È partita da San Francisco il 14 luglio 2006, e terminata a San Juan il 16 agosto 2006.
Durante il Tour, i tre artisti duettano nel brano Amigo.

### Scaletta
1. Gente
2. Emergencia de amor
3. Víveme
4. La soledad
5. Se fue
6. Escucha atento
7. Como si no nos hubiéramos amado
8. Love comes from the inside
9. I need love
10. Surrender
11. Le cose che vivi
12. Amigo (duetto con Marc Anthony e Marco Antonio Solis)

### Band
- Bruno Zucchetti: pianoforte, tastiere
- Carlo Palmas: tastiere
- Paolo Carta: chitarra elettrica
- Gabriele Fersini: chitarra elettrica
- Cesare Chiodo: basso elettrico
- Alfredo Golino: batteria
- Roberta Granà: cori
- Barbara Zappamiglio: cori

### Date
Luglio
- 14 luglio 2006, San Francisco (Stati Uniti), CA Shorelinee Amphitheater
- 15 luglio 2006, Irvine (Stati Uniti), CA Verizon Wireless
- 16 luglio 2006, San Diego (Stati Uniti), CA Coors Amphitheater
- 18 luglio 2006, Los Angeles (Stati Uniti), CA Gibson Amphitheater
- 19 luglio 2006, Phoenix (Stati Uniti), AZ US Airways Center
- 20 luglio 2006, El Paso (Stati Uniti), TX Haskins Center
- 22 luglio 2006, San Antonio (Stati Uniti), TX Verizon Anphitheater
- 23 luglio 2006, Houston (Stati Uniti), TX Toyota Center
- 25 luglio 2006, Laredo (Stati Uniti), TX Entertainment Center
- 26 luglio 2006, McAllen (Stati Uniti), TX Dodge Arena
- 29 luglio 2006, West Palm Beach (Stati Uniti), FL Sound Advice
- 30 luglio 2006, Miami (Stati Uniti), FL American Airlines

Agosto
- 1º agosto 2006, Orlando (Stati Uniti), FL TD Waterhouse Centre
- 2 agosto 2006, Atlanta (Stati Uniti), GA The Arena Gwinnett Center
- 4 agosto 2006, Washington (Stati Uniti), DC Nissan Pavillion
- 5 agosto 2006, Wantagh (Stati Uniti), LI Nikon Jones Beach Theater
- 6 agosto 2006, Atlantic City (Stati Uniti), NJ Mark G. Etess Arena
- 8 agosto 2006, Uncasville (Stati Uniti), CT Mohegan Sun
- 9 agosto 2006, New York (Stati Uniti), Madison Square Garden
- 12 agosto 2006, Chicago (Stati Uniti), Charter One Pavillion
- 16 agosto 2006, San Juan (Porto Rico) Coliseo de Puerto Rico Jose Miguel Agrelot

## World Tour 2009

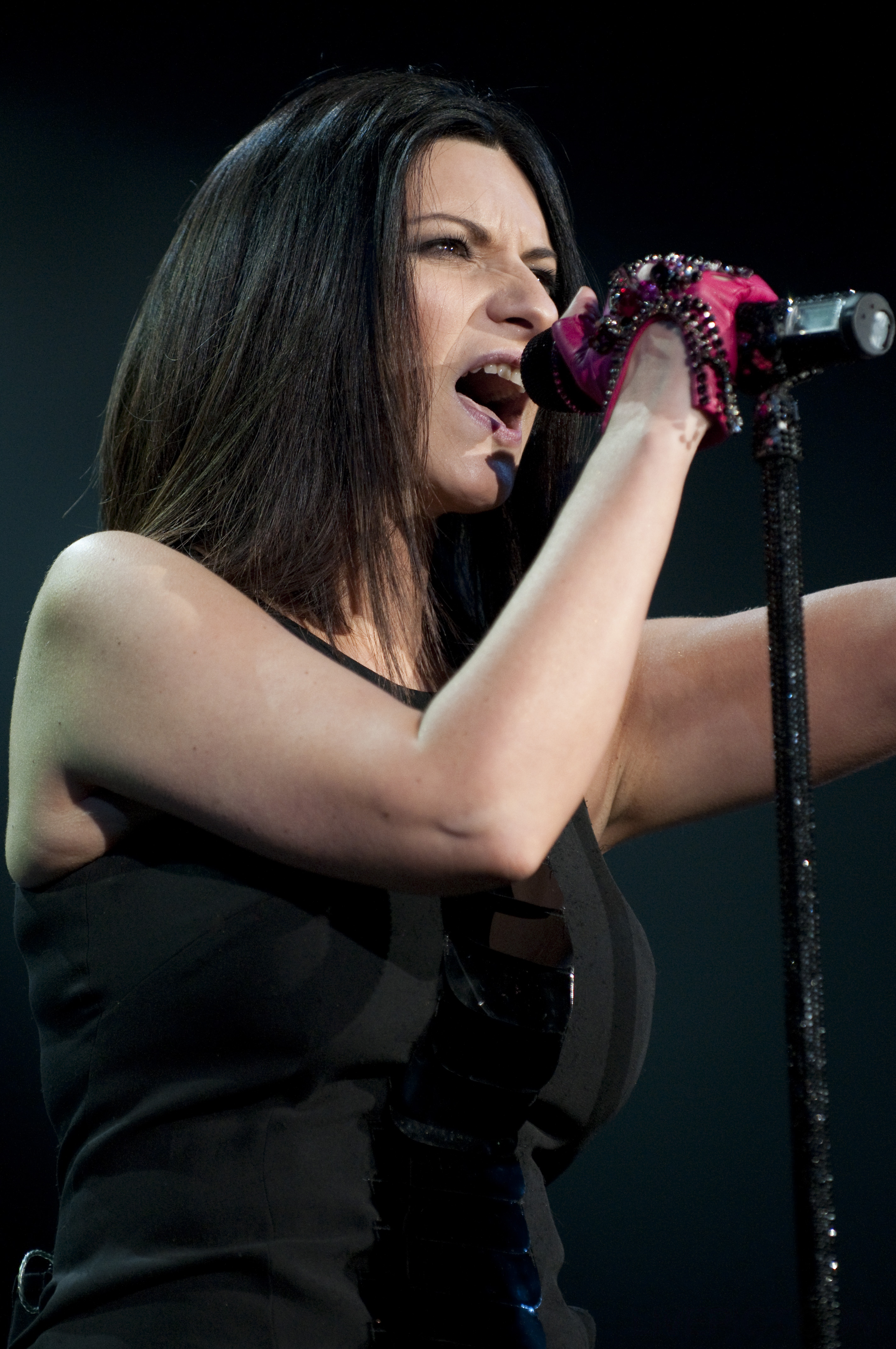
30 aprile, Barcellona

World Tour 2009 è la quinta tournée che è partita con la data zero a Brescia il 28 febbraio 2009 e terminata ad Milano il 23 dicembre 2009.
La cantante romagnola resta per un anno intero in Tour, da marzo fino al mese di dicembre esibendosi in Italia, Europa e America.
Il Tour tocca città importanti come Madrid, Barcellona, Parigi, Zurigo, Ginevra, Helsinki, Stoccolma, Bruxelles ed altre ancora. Passa poi negli Stati Uniti, in Canada, Argentina, Messico, Brasile. Infine ritorna in Italia a novembre e a dicembre con dodici ulteriori date, città già toccate e altre come Rimini e Jesolo.
A causa delle numerose richieste, il World Tour 2009 viene svolto in ben sei date a Milano, cinque a Roma, triplicato a Torino e a Firenze e raddoppiato a Bologna, Brescia, Caserta, Catania, Eboli, Mantova e Villorba.
Segue l'uscita dell'album Primavera in anticipo.
Durante il concerto del 3 luglio a Monza Valerio Staffelli di Striscia la notizia consegna il Tapiro d'Oro a Laura Pausini, uno dei pochi premi che le mancava.
Al termine del Tour viene pubblicato il terzo album live Laura Live World Tour 09 che contiene tracce interpretate e registrate ognuna in una città diversa del Tour. La versione per il mercato spagnolo e latino si chiama Laura Live Gira Mundial 09.

### Band
- Bruno Zucchetti: pianoforte, tastiere
- Paolo Carta: chitarra elettrica
- Gabriele Fersini: chitarra elettrica
- Matteo Bassi: basso elettrico
- Emiliano Bassi: batteria
- Roberta Granà: cori
- Emanuela Cortesi: cori
- Gianluigi Fazio: cori

### Scaletta

#### Tour invernale
Europa
1. Invece no
2. Ascolta il tuo cuore
3. Come se non fosse stato mai amore
4. Medley: Spaccacuore, Benedetta passione, La prospettiva di me, Parlami , Il mio beneficio
5. Destinazione paradiso
6. Un'emergenza d'amore
7. Un fatto ovvio
8. Strani amori
9. E ritorno da te
10. Vivimi
11. La geografia del mio cammino
12. Medley: Dove sei, Siamo noi, Il mio sbaglio più grande/Every day is a Monday, Gente, Bellissimo così
13. Sorella terra
14. Mille braccia
15. Le cose che vivi
16. Medley acustico: Anche se non mi vuoi, Nel modo più sincero che c'è, Surrender, In assenza di te, Incancellabile
17. La mia banda suona il Rock
18. Tra te e il mare
19. Resta in ascolto
20. Primavera in anticipo
21. Io canto
22. Non c'è
23. La solitudine

Spagna
1. En cambio no
2. Escucha a tu corazón
3. Como si no nos hubiéramos amado
4. Medley: Dispárame dispara, Bendecida pasión, Mi perspectiva, Háblame , Mis beneficios
5. Destino paraíso
6. Emergencia de amor
7. Un hecho obvio
8. Amores extraños
9. Volveré junto a ti
10. Víveme
11. La geografía de mi camino
12. Medley: Dove sei, Somos hoy, Un error de los grandes/Every day is a Monday, Gente, Bellísimo así
13. Hermana tierra
14. Alzando nuestros brazos
15. Las cosas que vives
16. Medley acustico: Si no me quieres hoy, Del modo más sincero, Surrender, En ausencia de ti, Inolvidable
17. Y mi banda toca el Rock
18. Entre tú y mil mares
19. Escucha atento
20. Primavera anticipada
21. Yo canto
22. Se fue
23. La soledad

#### Tour estivo
Italia
1. Mille braccia
2. Ascolta il tuo cuore
3. Come se non fosse stato mai amore
4. Medley: Spaccacuore / Benedetta passione / La prospettiva di me / Parlami / Il mio beneficio
5. Destinazione Paradiso
6. Un'emergenza d'amore
7. Un fatto ovvio
8. Strani amori
9. E ritorno da te
10. Vivimi
11. La geografia del mio cammino
12. Bellissimo così
13. Invece no
14. Le cose che vivi
15. Medley: Il tuo nome in maiuscolo / Nel modo più sincero che c'è / Surrender / Due innamorati come noi / Prima che esci / In assenza di te / Incancellabile / Heal the World
16. La mia banda suona il Rock
17. Tra te e il mare
18. Resta in ascolto
19. Io canto
20. Non c'è
21. La solitudine
22. Primavera in anticipo

#### Tour autunnale
America
1. Alzando nuestros brazos
2. Escucha a tu corazón
3. Como si no nos hubiéramos amado
4. Medley: Dispárame, dispara, Bendecida pasión, Mi perspectiva, Háblame, Mis beneficios
5. Con la música en la radio
6. Emergencia de amor
7. Un hecho obvio
8. Amores extraños
9. Volveré junto a ti
10. Víveme
11. La geografía de mi camino
12. Bellísimo así
13. Hermana tierra
14. En cambio no
15. Las cosas que vives
16. Medley: Cuando se ama, Del modo más sincero, Surrender, Dos enamorados, Antes de irte, Gente, En ausencia de ti, Inolvidable, Heal the World
17. Y mi banda toca el Rock
18. Entre tú y mil mares
19. Escucha atento
20. Yo canto
21. Se fue
22. La soledad
23. Primavera anticipada (It Is My Song)

Brasile
1. Mille braccia
2. Ascolta il tuo cuore
3. Come se non fosse stato mai amore
4. Medley: Dispárame, dispara, Benedetta passione, La prospettiva di me, Parlami, Il mio beneficio
5. Un'emergenza d'amore
6. Strani amori
7. E ritorno da te
8. Vivimi
9. Bellissimo così
10. Invece no
11. Sorella terra
12. Le cose che vivi
13. Medley: Seamisai (Sei que me amavas),Nel modo più sincero che c'è, Surrender, Apaixonados como nós, Prima che esci, In assenza di te, Inesquecível Heal the World
14. La mia banda banda suona il Rock
15. Tra te e il mare
16. Resta in ascolto
17. Io canto
18. Se fue
19. La solitudine
20. Agora nao
21. Con la musica alla radio
22. Primavera in anticipo (It Is My Song)

México
1. Alzando nuestros brazos
2. Escucha a tu corazón
3. Como si no nos hubiéramos amado
4. Medley: Dispárame dispara, Bendecida pasión, Mi perspectiva, Háblame, Mis beneficios
5. Amores extraños
6. Volveré junto a ti
7. Víveme
8. Emergencia de amor
9. En cambio no
10. Hermana tierra'
11. Las cosas que vives
12. Medley acustico: Cielito lindo, Cuando se ama, Del modo más sincero, Surrender, Dos enamorados, Prima che esci, Gente, En ausencia de ti, Inolvidable, Heal the world
13. Y mi banda toca el rock
14. Entre tú y mil mares
15. Escucha atento
16. Con la música en la radio
17. Yo canto
18. Se fue
19. La soledad
20. Primavera anticipada (It is my song)

Italia
1. Invece no
2. Ascolta il tuo cuore
3. Come se non fosse stato mai amore
4. Medley: Spaccacuore, Benedetta passione, La prospettiva di me, Parlami, Il mio beneficio
5. Non sono lei
6. Un'emergenza d'amore
7. Un fatto ovvio
8. Casomai
9. Resta in ascolto
10. E ritorno da te
11. Vivimi
12. La geografia del mio cammino
13. Bellissimo così
14. Le cose che vivi
15. Medley acustico: Seamisai, Nel modo più sincero che c'è, Surrender, Prima che esci, In assenza di te, Incancellabile, Heal the World
16. La mia banda suona il Rock
17. Tra te e il mare
18. Io canto
19. Non c'è
20. La solitudine
21. Con la musica alla radio
22. Primavera in anticipo (It Is My Song)

### Date

#### Tour invernale
Febbraio
- 28 febbraio 2009 (Data zero), Brescia (Italia), Palasport San Filippo

Marzo
- 5 marzo 2009, Torino (Italia), PalaAlpitour
- 6 marzo 2009, Torino (Italia), PalaAlpitour
- 7 marzo 2009, Mantova (Italia), PalaBam
- 9 marzo 2009, Perugia (Italia), PalaEvangelisti
- 11 marzo 2009, Firenze (Italia), Nelson Mandela Forum
- 14 marzo 2009, Roma (Italia), PalaLottomatica
- 15 marzo 2009, Roma (Italia), PalaLottomatica
- 16 marzo 2009, Roma (Italia), PalaLottomatica
- 19 marzo 2009, Eboli (Italia), PalaSele
- 21 marzo 2009, Reggio Calabria (Italia), PalaCalafiore
- 24 marzo 2009, Acireale (Italia), PalaTupparello
- 25 marzo 2009, Acireale (Italia), PalaTupparello
- 27 marzo 2009, Caserta (Italia), PalaMaggiò
- 28 marzo 2009, Caserta (Italia), PalaMaggiò
- 31 marzo 2009, Ancona (Italia), PalaRossini

Aprile
- 1º aprile 2009, Pesaro (Italia), Adriatic Arena
- 3 aprile 2009, Bologna (Italia), Unipol Arena
- 5 aprile 2009, Brescia (Italia), PalaBrescia
- 7 aprile 2009, Bolzano (Italia), PalaOnda
- 14 aprile 2009, Milano (Italia), Mediolanum Forum d'Assago
- 16 aprile 2009, Villorba (Italia), PalaVerde
- 17 aprile 2009, Villorba (Italia), PalaVerde
- 19 aprile 2009, Livorno (Italia), Modigliani Forum
- 20 aprile 2009, Genova (Italia), 105 Stadium
- 22 aprile 2009, Milano (Italia), Mediolanum Forum d'Assago
- 23 aprile 2009, Milano (Italia), Mediolanum Forum d'Assago
- 24 aprile 2009, Milano (Italia), Mediolanum Forum d'Assago
- 28 aprile 2009, Madrid (Spagna), Madrid Arena
- 30 aprile 2009, Barcellona (Spagna), Palau Sant Jordi

Maggio
- 2 maggio 2009, Marsiglia (Francia), Le Dôme de Marseille
- 4 maggio 2009, Nantes (Francia), Le Zénith Nantes Métropole
- 6 maggio 2009, Metz (Francia), Galaxie Amnéville
- 8 maggio 2009, Zurigo (Svizzera), Hallenstadion
- 10 maggio 2009, Ginevra (Svizzera), SEG Geneva Arena
- 12 maggio 2009, Parigi (Francia), Le Zénith de Paris
- 17 maggio 2009, Tampere (Finlandia), Tampere Hall
- 18 maggio 2009, Turku (Finlandia), HK Arena
- 20 maggio 2009, Helsinki (Finlandia), Hartwall Areena
- 22 maggio 2009, Stoccolma (Svezia), Cirkus
- 25 maggio 2009, Bruxelles (Belgio), Forest National
- 27 maggio 2009, Dortmund (Germania), Westfalenhallen
- 30 maggio 2009, Valladolid (Spagna), Plaza de Toros de Valladolid, Valladolid Latino Festival

Giugno
- 2 giugno 2009, Firenze (Italia), Nelson Mandela Forum

#### Tour estivo
Giugno
- 25 giugno 2009, Ravenna (Italia), PalaDeAndrè
- 27 giugno 2009, Codroipo (Italia), Villa Manin
- 29 giugno 2009, Verona (Italia), Arena di Verona

Luglio
- 1º luglio 2009, Piazzola sul Brenta (Italia), Anfiteatro Camerini
- 3 luglio 2009, Monza (Italia), Villa Reale
- 5 luglio 2009, Alessandria (Italia), Stadio Giuseppe Moccagatta
- 8 luglio 2009, Locarno (Svizzera), Piazza Grande, Moon and Stars Festival
- 9 luglio 2009, Bergamo (Italia), Arena estiva della Fiera di Bergamo
- 11 luglio 2009, Napoli (Italia), Mostra d'Oltremare
- 14 luglio 2009, Teramo (Italia), Stadio di Piano d'Accio
- 16 luglio 2009, Barletta (Italia), Castello di Barletta
- 18 luglio 2009, Palermo (Italia), Velodromo Paolo Borsellino
- 21 luglio 2009, La Valletta (Malta), Luxol Parade Grounds
- 25 luglio 2009, Cagliari (Italia), Fiera di Cagliari

Agosto
- 15 agosto 2009, Monte Carlo (Principato di Monaco), Sporting Club, Sporting Summer Festival

#### Tour autunnale
Settembre
- 19 settembre 2009, Santo Domingo, (Repubblica Dominicana), Palacio de los Deportes Virgilio Travieso Soto
- 24 settembre 2009, Los Angeles (California, Stati Uniti), Wiltern Theater
- 27 settembre 2009, Lima (Perù), Jockey Club
- 30 settembre 2009, Santiago del Cile (Cile), Movistar Arena

Ottobre
- 2 ottobre 2009, Buenos Aires (Argentina), Estadio Gimnasia y Esgrima de Buenos Aires
- 4 ottobre 2009, Rio de Janeiro (Brasile), Citibank Hall
- 6 ottobre 2009, San Paolo (Brasile), Credicard Hall
- 7 ottobre 2009, San Paolo (Brasile), Credicard Hall
- 10 ottobre 2009, Città del Messico (Messico), Auditorio Nacional
- 12 ottobre 2009, Monterrey (Messico), Monterrey Arena
- 14 ottobre 2009, Hollywood (Florida, Stati Uniti), Hard Rock Cafe Hard Rock Live
- 16 ottobre 2009, New York (New York, Stati Uniti), Lincoln Center for the Performing Arts
- 18 ottobre 2009, Atlantic City (New Jersey, Stati Uniti), Mark G. Etess Arena
- 21 ottobre 2009, Montréal (Canada), Centre Bell
- 23 ottobre 2009, Toronto (Canada), Air Canada Center
- 25 ottobre 2009, Ledyard (Connecticut, Stati Uniti), MGM Grand at Foxwoods

Novembre
- 13 novembre 2009, Rimini (Italia), 105 Stadium
- 14 novembre 2009, Mantova (Italia), PalaBam
- 25 novembre 2009, Jesolo (Italia), Palazzo del Turismo
- 27 novembre 2009, Roma (Italia), PalaLottomatica
- 28 novembre 2009, Roma (Italia), PalaLottomatica

Dicembre
- 1º dicembre 2009, Acireale (Italia), PalaTupparello
- 3 dicembre 2009, Eboli (Italia), PalaSele
- 5 dicembre 2009, Bologna (Italia), Unipol Arena
- 7 dicembre 2009, Firenze (Italia), Nelson Mandela Forum
- 9 dicembre 2009, Torino (Italia), PalaAlpitour
- 22 dicembre 2009, Milano (Italia), Mediolanum Forum d'Assago
- 23 dicembre 2009, Milano (Italia), Mediolanum Forum d'Assago

#### Date annullate e rinviate
- 12 marzo 2009, Firenze (Italia), Nelson Mandela Forum - rinviata al 2 giugno a causa di un forte stato febbrile[18].
- 15 maggio 2009, Copenaghen (Danimarca) - annullata a causa di problemi di voce dell'artista. La cantante, molto dispiaciuta per i fan che avevano già acquistato il biglietto, ha lasciato un messaggio di scuse sul suo fan club ufficiale, affermando di sperare di poter tornare presto in Danimarca.
- 17 novembre 2009, Torino (Italia), PalaAlpitour - rinviata al 9 dicembre a causa di influenza[19].
- 20 novembre 2009, Milano (Italia), Mediolanum Forum d'Assago - rinviata al 22 dicembre a causa di influenza[20].
- 21 novembre 2009, Milano (Italia), Mediolanum Forum d'Assago - rinviata al 23 dicembre a causa di influenza[20].

## Inedito World Tour 2011-2012

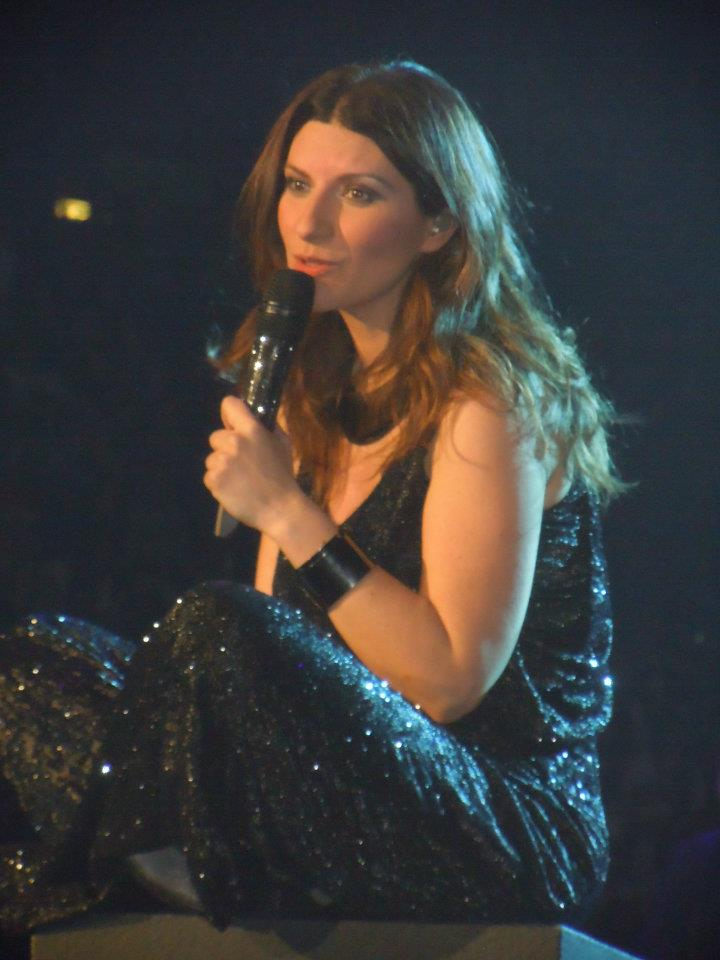
Laura Pausini in concerto a Milano il 22 dicembre 2011.

Inedito World Tour 2011-2012 è la sesta tournée che è partita da Rimini il 18 dicembre 2011 e terminata il 16 agosto 2012 a Monte Carlo.
Il Tour è ufficialmente partito a gennaio 2012 ed è stato anticipato dalla data zero al 105 Stadium di Rimini il 18 dicembre riservata agli iscritti del Fan Club ufficiale Laura4u dell'artista e da 11 tappe che si sono svolte dal 22 dicembre 2011 al Mediolanum Forum di Milano per 6 serate, per proseguire per 5 serate al PalaLottomatica di Roma e concludersi il 6 gennaio 2012. Gli 11 concerti si sono svolti durante tutte le feste natalizie: Natale, Santo Stefano, ultimo dell'anno, Capodanno ed Epifania.
A gennaio e a febbraio ha toccato l'America Latina: Brasile, Argentina, Cile, Perù, Venezuela, Repubblica Dominicana e Messico.
Nel mese di marzo è tornato in Italia partendo da Ancona, ma è stato sospeso a causa dell'incidente avvenuto il 5 marzo 2012 al PalaCalafiore di Reggio Calabria. Intorno alle due di notte, un cedimento strutturale ha fatto crollare e traslare la struttura metallica sopra il palco che si è abbattuta su alcuni operai che in quel momento stavano fissando le illuminazioni aeree. Matteo Armellini, rigger romano di 31 anni, è stato colpito in pieno ed è rimasto ucciso. Altri due operai sono rimasti feriti in maniera non grave e sono stati trasportati agli Ospedali Riuniti per le cure, riportando fratture ed escoriazioni varie. Il palco che stavano allestendo è quello di media grandezza, una struttura già utilizzata in altre occasioni e che mai aveva dato problemi. La Procura della Repubblica di Reggio Calabria ha aperto un'inchiesta e ha disposto il sequestro di tutta la struttura. Sul posto sono all'opera i vigili del fuoco, che dopo la fase del soccorso hanno iniziato i rilievi per stabilire la dinamica e le cause dell'incidente. Al lavoro anche gli uomini della polizia scientifica. Nel 2018, a sei anni di distanza dell'incidente sono stati dichiarati colpevoli e responsabili cinque persone. Un simile incidente causando una vittima era avvenuto il 12 dicembre 2011 durante l'Ora Tour 2011-2012 di Jovanotti al PalaTrieste di Trieste. Dopo due settimane di sospensione nel rispetto del lutto avvenuto, il Tour riparte da Firenze aprendosi con un minuto di silenzio, chiesto da una voce fuori campo e prosegue nelle città di Caserta, Genova, Torino, Villorba e Acireale.
Ad aprile e a maggio è arrivato nelle principali nazioni dell'Europa: prima tappa la Svizzera, poi in Francia al Palais omnisports de Paris-Bercy di Parigi che ospita solo i grandi della musica internazionale, in Belgio, a Bologna in Italia, in Spagna, di nuovo Francia, in Austria a Vienna dove Laura Pausini non si è mai esibita, in Germania, nei Paesi Bassi ad Amsterdam dove torna dopo 13 anni e si conclude nel Regno Unito a Londra.
Da giugno ad agosto a Verona, Perugia, Lucca, Bari, Palermo, Napoli, Ta' Qali, Pescara e a Monte Carlo.
Il 15 settembre 2012 la cantante, annunciando di aspettare una bambina, interrompe ufficialmente il Tour che sarebbe proseguito in America Latina, Stati Uniti, Australia ed Italia e rinuncia a partecipare a tutti gli eventi, le manifestazioni e i programmi televisivi a cui era stata invitata.
Al termine del Tour viene pubblicato l'album Inedito - Special Edition (anche in lingua spagnola) contenente il CD Inedito del 2011 con l'aggiunta del Medley Disco Music che la cantante ha interpretato al PalaLottomatica di Roma durante il concerto del 31 dicembre 2011 e il DVD con registrazioni del tour e con contenuti speciali. L'edizione speciale in lingua spagnola contiene la nuova versione del brano Las cosas que no me espero eseguito in duetto con il venezuelano Carlos Baute in sostituzione della versione solista.

### Promozione
A partire dall'11 febbraio 2011 il ritorno sulle scene musicali di Laura Pausini viene promosso sul Web con un videoclip dalla durata di due minuti realizzato in italiano, inglese, spagnolo, portoghese, francese, diretto dal regista Gaetano Morbioli e girato tra Italia, Germania e America. Il videoclip in lingua italiana è stato trasmesso in onda sulle reti Mediaset e Sky, nella Stazione Centrale di Milano e nella Stazione Termini di Roma l'11 marzo 2011, in occasione del Laura Pausini Day. Nelle due Stazioni allestite con maxischermi per trasmettere videoclip e contributi dei fan, videobox per lasciare i propri messaggi dedicati all'artista, sono stati messi in vendita in anteprima assoluta i biglietti delle 11 date del Tour dalle ore 17.00 alle 21.00. Le due città sono state inoltre attraversate da Bus speciali col marchio Laura Pausini che hanno effettuato 11 fermate, per raggiungere le stazioni.

### Personale
Band
- Bruno Zucchetti: Pianoforte, tastiere
- Paolo Carta: chitarra elettrica, direzione musicale
- Nicola Oliva: chitarra elettrica
- Matteo Bassi: basso elettrico
- Emiliano Bassi: batteria
- Antonella Alfonso: cori
- Roberta Granà: cori
- Monica Hill: cori
- Gianluigi Fazio: cori

### Scaletta
La scaletta, dalla durata di circa 150 minuti, è divisa musicalmente in quattro parti: pop, dance, romantica acustica e rock.
Europa & Brasile
1. Benvenuto
2. Io canto
3. Resta in ascolto
4. Con la musica alla radio
5. Bastava
6. Un'emergenza d'amore
7. Medley Passione: Troppo tempo, Il tuo nome in maiuscolo, Casomai, Mi tengo[Nota 1], Il coraggio che non c'è
8. Medley Dance: Surrender, Bellissimo così
9. Nel primo sguardo
10. E ritorno da te
11. Medley Primi Singoli: Incancellabile, Strani amori, La solitudine
12. Inedito
13. Primavera in anticipo (It Is My Song)
14. Come se non fosse stato mai amore
15. Le cose che non mi aspetto
16. Non c'è
17. Medley Luna: Celeste, La geografia del mio cammino, Nessuno sa, Gente
18. Vivimi
19. Tra te e il mare
20. Invece no
21. La mia banda suona il rock
22. Non ho mai smesso

America & Spagna
1. Bienvenido
2. Yo canto
3. Escucha atento
4. Con la musica en la radio
5. Bastaba
6. Emergencia de amor
7. Medley Passione: Hace tiempo, Tu nombre en mayúsculas, Menos mal, Me quedo, El valor que no se ve
8. Medley Dance: Surrender, Bellísimo así
9. A simple vista
10. Volvere junto a ti
11. Medley Primi Singoli: Inolvidable, Amores extraños, La soledad
12. Inédito (Lo exacto opuesto de ti)
13. Primavera anticipada (It Is My Song)
14. Como si no nos hubiéramos amado
15. Dispárame, dispara
16. Se fue
17. Medley Luna: Asì Celeste, La geografia de mi camino, Quién lo sabrá, Gente
18. Viveme
19. Entre tú y mil mares
20. En cambio no
21. Y mi banda toca el rock
22. Jamás abandoné

### Date

#### Pre Tour
Dicembre
- 18 dicembre 2011 (Data zero, ore 18:30), Rimini (Italia), 105 Stadium
- 22 dicembre 2011, Milano (Italia), Mediolanum Forum d'Assago
- 23 dicembre 2011, Milano (Italia), Mediolanum Forum d'Assago
- 25 dicembre 2011, Milano (Italia), Mediolanum Forum d'Assago
- 26 dicembre 2011, Milano (Italia), Mediolanum Forum d'Assago
- 28 dicembre 2011, Milano (Italia), Mediolanum Forum d'Assago
- 29 dicembre 2011, Milano (Italia), Mediolanum Forum d'Assago
- 31 dicembre 2011 (Special Show, ore 22:00), Roma (Italia), PalaLottomatica

Gennaio
- 1º gennaio 2012, Roma (Italia), PalaLottomatica
- 3 gennaio 2012, Roma (Italia), PalaLottomatica
- 4 gennaio 2012, Roma (Italia), PalaLottomatica
- 6 gennaio 2012, Roma (Italia), PalaLottomatica

#### Tour America Latina
Gennaio
- 21 gennaio 2012, San Paolo (Brasile), Citibank Hall
- 22 gennaio 2012, San Paolo (Brasile), Citibank Hall
- 23 gennaio 2012, San Paolo (Brasile), Citibank Hall
- 25 gennaio 2012, Buenos Aires (Argentina), Luna Park Arena
- 27 gennaio 2012, Santiago del Cile (Cile), Movistar Arena
- 30 gennaio 2012, Lima (Perù), Jockey Club

Febbraio
- 2 febbraio 2012, Caracas (Venezuela), Terraza Ccct
- 6 febbraio 2012, Panama (Panama), Figali Convention Center
- 8 febbraio 2012, Santo Domingo (Repubblica Dominicana), Palacio de los Deportes Virgilio Travieso Soto
- 10 febbraio 2012, Monterrey (Messico), Monterrey Arena
- 12 febbraio 2012, Città del Messico (Messico), Auditorio Nacional
- 14 febbraio 2012, Guadalajara (Messico), Arena VFG

#### Tour Italiano
Marzo
- 2 marzo 2012, Ancona (Italia), PalaRossini
- 3 marzo 2012, Ancona (Italia), PalaRossini
- 18 marzo 2012, Firenze (Italia), Nelson Mandela Forum
- 19 marzo 2012, Firenze (Italia), Nelson Mandela Forum
- 21 marzo 2012, Caserta (Italia), PalaMaggiò
- 22 marzo 2012, Caserta (Italia), PalaMaggiò
- 24 marzo 2012, Genova (Italia), 105 Stadium
- 25 marzo 2012, Genova (Italia), 105 Stadium
- 27 marzo 2012, Torino (Italia), PalaAlpitour
- 28 marzo 2012, Torino (Italia), PalaAlpitour
- 30 marzo 2012, Villorba (Italia), PalaVerde
- 31 marzo 2012, Villorba (Italia), PalaVerde

Aprile
- 2 aprile 2012, Villorba (Italia), PalaVerde
- 5 aprile 2012, Acireale (Italia), PalaTupparello
- 6 aprile 2012, Acireale (Italia), PalaTupparello
- 17 aprile 2012, Bologna (Italia), Unipol Arena

#### Tour Europeo
Aprile
- 10 aprile 2012, Zurigo (Svizzera), Hallenstadion
- 11 aprile 2012, Ginevra (Svizzera), SEG Geneva Arena
- 13 aprile 2012, Parigi (Francia), Palais omnisports de Paris-Bercy
- 14 aprile 2012, Bruxelles (Belgio), Forest National
- 20 aprile 2012, Madrid (Spagna), Palacio de Deportes de la Comunidad de Madrid
- 21 aprile 2012, Barcellona (Spagna), Palau Sant Jordi
- 24 aprile 2012, Tolosa (Francia), Le Zénith de Toulouse
- 26 aprile 2012, Nizza (Francia), Palais Nikaia
- 27 aprile 2012, Marsiglia (Francia), Le Dôme de Marseille
- 29 aprile 2012, Metz (Francia), Galaxie Amnéville
- 30 aprile 2012, Strasburgo (Francia), Zénith de Strasbourg

Maggio
- 2 maggio 2012, Lione (Francia), Halle Tony Garnier
- 3 maggio 2012, Grenoble (Francia), Palais des Sports
- 6 maggio 2012, Vienna (Austria), Wiener Stadthalle
- 8 maggio 2012, Berlino (Germania), O2 World
- 10 maggio 2012, Monaco di Baviera (Germania), Circus Krone
- 11 maggio 2012, Monaco di Baviera (Germania), Circus Krone
- 13 maggio 2012, Stoccarda (Germania), Beethovensaal
- 15 maggio 2012, Düsseldorf (Germania), Mitsubishi Electric Halle
- 17 maggio 2012, Amburgo (Germania), Laeiszhalle
- 19 maggio 2012, Amsterdam (Paesi Bassi), Heineken Music Hall
- 20 maggio 2012, Anversa (Belgio), Lotto Arena
- 22 maggio 2012, Londra (Regno Unito), Royal Albert Hall

#### Tour Estivo
Giugno
- 4 giugno 2012, Verona (Italia), Arena di Verona
- 5 giugno 2012, Verona (Italia), Arena di Verona
- 6 giugno 2012, Verona (Italia), Arena di Verona
- 9 giugno 2012, Perugia (Italia), PalaEvangelisti

Luglio
- 7 luglio 2012, Lucca (Italia), Piazza Napoleone, Lucca Summer Festival
- 14 luglio 2012, Locarno (Svizzera), Piazza Grande, Moon and Stars Festival
- 18 luglio 2012, Bari (Italia), Stadio della Vittoria
- 21 luglio 2012, Palermo (Italia), Velodromo Paolo Borsellino
- 24 luglio 2012, Napoli (Italia), Piazza del Plebiscito

Agosto
- 1º agosto 2012, Ta' Qali (Malta), Ta'Qali Stadium
- 6 agosto 2012, Pescara (Italia), Stadio Adriatico
- 16 agosto 2012, Monte Carlo (Principato di Monaco), Sporting Club, Sporting Summer Festival

#### Date annullate e rinviate
Annullate
- 4 febbraio 2012, San José (Costa Rica), Palacio de los Deportes - a causa di problemi organizzativi con il promoter locale.
- 5 marzo 2012, Reggio Calabria (Italia), PalaCalafiore - a causa dell'incidente avvenuto durante il montaggio del palco.
- 13 marzo 2012, Caserta (Italia), PalaMaggiò - a causa di improrogabili impegni dell'artista.
- 3 aprile 2012, Villorba (Italia), PalaVerde - a causa di improrogabili impegni dell'artista.
- 4 agosto 2012, Lecce (Italia) - a causa dell'omicidio di Valentino Spalluto avvenuto il 2 agosto mentre stava lavorando all'allestimento del palco di proprietà della struttura fieristica leccese che avrebbe dovuto accogliere altri spettacoli oltre a Laura Pausini. Inizialmente il concerto si doveva svolgere allo Stadio Via del Mare ma per problemi relativi al calendario sportivo, sopraggiunti ben dopo l'annuncio della data è stata spostata la location a Lecce Fiere Piazza Palio[38].
- 4 dicembre 2012, Milano (Italia), Mediolanum Forum d'Assago - a causa della maternità.
- 5 dicembre 2012, Milano (Italia), Mediolanum Forum d'Assago - a causa della maternità.
- 11 dicembre 2012, Roma (Italia), PalaLottomatica - a causa della maternità.
- 12 dicembre 2012, Roma (Italia), PalaLottomatica - a causa della maternità.

Rinviate
- 7 marzo 2012, Acireale (Italia), PalaTupparello - rinviata al 5 aprile 2012 nel rispetto del lutto per la morte avvenuta il 5 marzo 2012 durante il montaggio del palco.
- 8 marzo 2012, Acireale (Italia), PalaTupparello - rinviata al 6 aprile 2012 nel rispetto del lutto per la morte avvenuta il 5 marzo 2012 durante il montaggio del palco.
- 11 marzo 2012, Bologna (Italia), Unipol Arena - rinviata al 17 aprile 2012 nel rispetto del lutto per la morte avvenuta il 5 marzo 2012 durante il montaggio del palco.
- 15 marzo 2012, Caserta (Italia), PalaMaggiò - rinviata al 21 marzo 2012 nel rispetto del lutto per la morte avvenuta il 5 marzo 2012 durante il montaggio del palco.
- 16 marzo 2012, Caserta (Italia), PalaMaggiò - rinviata al 22 marzo 2012 nel rispetto del lutto per la morte avvenuta il 5 marzo 2012 durante il montaggio del palco.
- 21 marzo 2012, Perugia (Italia), PalaEvangelisti - rinviata al 9 giugno 2012 nel rispetto del lutto per la morte avvenuta il 5 marzo 2012 durante il montaggio del palco.
- L'incasso personale delle tre date all'Arena di Verona (4, 5 e 6 giugno) è stato devoluto alle popolazioni colpite dal terremoto dell'Emilia-Romagna[39].

### Nomination
Con l'Inedito World Tour 2011-2012 Laura Pausini riceve a dicembre 2012 una nomination ai Rockol Awards nella categoria Miglior concerto/festival e una nomination agli Onstage Awards nella categoria Miglior Tour 2012.

## The Greatest Hits World Tour 2013-2015
The Greatest Hits World Tour 2013-2015 è la settima tournée di Laura Pausini partita da Pesaro il 5 dicembre 2013 e terminata il 7 agosto 2015 a Marbella.
Il tour si è svolto in 53 date, per quasi due anni, per festeggiare il ventennale della carriera di Laura Pausini. Le date italiane sono state 19, tra Pesaro, Milano, Roma, Torre del Lago Puccini, Verona e Taormina, dove ha festeggiato i primi vent'anni di attività.
Nel mese di ottobre 2013 si sono svolte le prove per il Tour al Teatro Masini di Faenza. A dicembre 2013 è partito il Tour dall'Italia in 10 date: 1 all'Adriatic Arena di Pesaro, 4 al PalaLottomatica di Roma, 5 al Mediolanum Forum d'Assago a Milano. L'ultima data di Milano (22 dicembre 2013), dal titolo Family Christmas Show alle ore 17:00 è stata dedicata alle famiglie che hanno potuto usufruire di speciali promozioni e hanno partecipato come ospiti Biagio Antonacci ed Emma Marrone.
A febbraio e a marzo 2014 ha toccato l'Europa e l'America Latina: Francia, Belgio, Svizzera, Spagna, Brasile, Argentina, Cile, Messico, Stati Uniti e Canada. La data di Viña del Mar si è svolta all'interno del Festival Internacional de la Canción de Viña del Mar (Festival dedicato alla musica latina), dove l'artista ha partecipato esibendosi in qualità di superospite per festeggiare il ventennale della sua carriera ed ha ottenuto 4 trofei assegnatile dal pubblico: Torcia d'Argento, Torcia d'Oro, Gabbiano d'Argento e Gabbiano d'oro.
A maggio torna in Italia, con una data a Torre del Lago Puccini (Viareggio), due date all'Arena di Verona e quattro al Teatro antico di Taormina; a giugno in Spagna; a luglio torna in Svizzera e in Italia alla Reggia di Caserta e in Perù; ad agosto a Monaco; a settembre di nuovo all'Arena di Verona; ad ottobre negli Stati Uniti, a novembre di nuovo in Messico. A febbraio 2015 si presenta per la prima volta in Australia, dove ha voluto presentarsi fin dal 2009; il 13 febbraio a Melbourne, mentre il 14 febbraio a Sydney. Il 17 febbraio 2015 si presenta anche per la prima volta a Russia con un concerto tenuto a Mosca. Ad aprile 2015, torna in Svizzera, sul valico alpino di Kleine Scheidegg e il tour si è concluso ad agosto 2015 in Spagna, nel Starlite festival in Marbella.
Nella data di Città del Messico ha aperto il concerto Francesco Renga e hanno partecipato come ospiti Aleks Syntek e Ximena Sariñana; nella data di Miami Biagio Antonacci e Luis Fonsi; nella data di New York Biagio Antonacci, Miguel Bosé, Gloria Estefan, Ivete Sangalo e il gruppo Il Volo e nell'ultima data di Taormina (18 maggio) di nuovo Biagio Antonacci ed Emma Marrone, Malika Ayane, Claudio Baglioni, Pippo Baudo (che ha introdotto l'inizio e il finale della serata), Paola Cortellesi (che ha interpretato insieme a Laura Pausini uno sketch comico), L'Aura, La Pina, Fiorella Mannoia, Marco Mengoni, Noemi, Raf, Syria e Paola Turci. Il concerto viene registrato e trasmesso in prima serata su Rai 1 il 20 maggio 2014 e in contemporanea su Rai Radio 2 sotto forma di show televisivo con il titolo Stasera Laura: ho creduto in un sogno. Il titolo del programma Stasera Laura è stato proposto dalla Rai mentre il sottotitolo ho creduto in un sogno l'ha scelto Laura Pausini. Il programma, ideato da Paolo Biamonte, Piero Guerrera e Gianluigi Attorre, è stato voluto dal direttore di Rai 1 Giancarlo Leone e prodotto da Ballandi Multimedia con la direzione artistica di Giampiero Solari e la regia di Cristian Biondani. Per la promozione sono stati realizzati due spot televisivi, trasmessi nei giorni precedenti, e due servizi giornalistici: uno di Vincenzo Mollica trasmesso sul TG1 serale del 20 maggio 2014 e l'altro di Paolo Sommaruga sul TG1 serale del 18 maggio 2014. A causa della pioggia che è iniziata a metà serata, lo spettacolo ha subito alcuni blocchi e tagli televisivi; per le riprese aeree è stato usato anche un drone. Il programma ha ottenuto 5.946.000 telespettatori con il 24,35% di share ed è stato replicato il 14 maggio 2015 sempre in prima serata su Rai 1 ottenendo 3.041.000 telespettatori con il 13,24% di share e nuovamente il 21 aprile 2020. Nella data di Verona (9 settembre) sono stati ospiti Niccolò Agliardi, Virginio Simonelli e di nuovo Biagio Antonacci.
Il palco è essenziale e riproduce un elegante teatro con il sipario e con il parterre allestito a platea con eleganti sedute personalizzate. Sono presenti numerosi schermi e LED, proiezioni in 3D su tessuti e una selezione di 14 archi si unisce alla band dell'artista. I movimenti coreografici sono firmati da Cristian Ciccone (protagonista nel videoclip di Limpido).
La cantante e la sua band vestono abiti di Giorgio Armani.

### Personale
Band
- Nicola Peruch: pianoforte (Tour italiano)
- Fabio Coppini: pianoforte (dal Tour europeo)
- Simone Bertolotti: tastiere
- Paolo Carta: chitarra elettrica, direzione musicale
- Nicola Oliva: chitarra elettrica
- Roberto Gallinelli: basso elettrico
- Carlos Hercules: batteria
- Ernesto Lopez Maturell: percussioni (dal Tour estivo)
- Roberta Granà: cori (tranne in Australia e in Russia)
- Monica Hill: cori
- Gianluigi Fazio: cori
- Salimata Ariane Diakite: cori (tranne in Australia e in Russia)
- Emanuela Cortesi (nelle date di Australia e Russia)
- B.I.M. Orchestra: archi

### Scaletta
Europa
Intro con base di Celeste
1. Se non te
2. Non ho mai smesso
3. Benvenuto
4. Con la musica alla radio
5. Primavera in anticipo (It Is My Song)
6. Invece no
7. Io canto
8. She (Uguale a lei)
9. Prendo te'
10. Resta in ascolto
11. Vivimi
12. Come se non fosse stato mai amore
13. Surrender
14. E ritorno da te
15. Tra te e il mare
16. Un'emergenza d'amore
17. It's Not Good-Bye
18. Incancellabile
19. Le cose che vivi/Tudo o que eu vivo
20. Gente
21. Strani amori
22. Interludio con Medley Radio: Laura 1976 - Ramaya, La mia risposta, Ascolta il tuo cuore, La geografia del mio cammino, Seamisai, Una storia che vale, Le cose che non mi aspetto, Bastava.
23. Non c'è/Se fué
24. Dove resto solo io
25. Limpido
26. La solitudine

Brasile
Intro con base di Celeste
1. Se non te
2. Non ho mai smesso
3. Benvenuto
4. Con la musica alla radio
5. Primavera in anticipo (It Is My Song)
6. Agora não/Invece no
7. Io canto
8. She (Uguale a lei)
9. Prendo te
10. Resta in ascolto
11. Vivimi/Víveme
12. Come se non fosse stato mai amore
13. Surrender
14. E ritorno da te
15. Tra te e il mare
16. Un'emergenza d'amore
17. It's Not Good-Bye
18. Inesquecível/Incancellabile
19. Le cose che vivi/Tudo o que eu vivo
20. Gente
21. Strani amori
22. Interludio con Medley Radio: Laura 1976 - Ramaya, La mia risposta, Ascolta il tuo cuore, La geografia del mio cammino, Seamisai, Una storia che vale, Le cose che non mi aspetto, Bastava
23. Se fué
24. Dove resto solo io
25. Limpido
26. La solitudine

Spagna & America
Intro con base di Asì celeste
1. Sino a tí
2. Jamás abandoné
3. Bienvenido
4. Con la musica en la radio
5. Primavera anticipada (It Is My Song)
6. En cambio no
7. Yo canto
8. She (Uguale a lei)
9. Prendo te
10. Escucha atento
11. Víveme
12. Come si no nos hubiéramos amado
13. Surrender
14. Volveré junto a tí
15. Entre tú y mil mares
16. Emergencia de amor
17. It's Not Good-Bye
18. Inolvidable
19. Las cosas que vives/Tudo o que eu vivo
20. Gente
21. Amores extraños
22. Interludio con Medley Radio: Laura 1976 - Ramaya, Mi respuesta, Escucha a tu corazón, La geografia de mi camino, Cuando se ama, Quiero decirte que te amo, Las cosas que no me espero, Bastaba, Dispárame, dispara.
23. Se fué
24. Donde quedo solo yo
25. Limpio
26. La soledad

Festival in Latinoamerica e Spagna (Viña del Mar, Valladolid, Lima, Marbella)
Intro con base di Limpio (Solo Version)
1. Limpio
2. Entre tú y mil mares
3. Bienvenido
4. Primavera anticipada (It is my song)
5. En cambio no
6. Volveré junto a ti
7. Víveme
8. Quiero decirte que te amo
9. Las cosas que vives
10. Escucha atento
11. Emergencia de amor
12. Como si no nos hubiéramos amado
13. Gente
14. Inolvidable
15. Amores extraños
16. Se fue
17. La soledad

Festival in Europa (Monaco, Svizzera)
Intro con base di Limpido (Solo Version)
1. Limpido
2. Tra te e il mare
3. Benvenuto
4. Primavera in anticipo (It is my song)
5. Invece no
6. E ritorno da te
7. Vivimi
8. Non ho mai smesso
9. Le cose che vivi
10. Resta in ascolto
11. Un'emergenza d'amore
12. Come se non fosse stato mai amore
13. Gente
14. Incancellabile
15. Strani amori
16. Se fue
17. La solitudine

New York (Stati Uniti)
Intro con base di Celeste/Asì celeste
1. Se non te/Sino a tí
2. Jamás abandoné/Non ho mai smesso
3. Bienvenido/Benvenuto
4. Con la musica alla radio/Con la música en la radio
5. Primaver anticipada/Primavera in anticipo (It Is My Song)
6. Agora não/En cambio no/Invece no
7. Io canto/Je chante/Yo canto
8. Te amarè (con Miguel Bosé)
9. She (Uguale a lei)
10. Prendo te
11. Resta in ascolto/Escucha atento
12. Vivimi/Viveme (con Biagio Antonacci)
13. Come se non fosse stato mai amore/Como si no nos hubiéramos amado
14. Surrender
15. Volverè junto a tí/E ritorno da te
16. Tra te e il mare/Entre tú y mil mares
17. Un'emergenza d'amore/Emergencia de amor
18. It'S Not Good-Bye/En ausencia de ti/In assenza di te
19. Inesquecível/Inolvidable/Incancellabile
20. Le cose che vivi/Tudo o que eu vivo (con Ivete Sangalo)
21. Gente/Gente
22. Amores extraños/Strani amori
23. Se fué
24. Dove resto solo io/Donde quedo solo yo
25. Limpio/Limpido
26. Sonrie/Sorridi/Smile (con Gloria Estefan)
27. La solitudine/La soledad

Tour Estivo Italia
Intro con base di Limpido
1. Limpido
2. Se non te
3. Non ho mai smesso
4. Benvenuto
5. Primavera in anticipo (It Is My Song)
6. Invece no
7. Io canto
8. Tra te e il mare
9. She (Uguale a lei)
10. Incancellabile
11. Prendo te
12. Resta in ascolto
13. Con la musica alla radio
14. Come se non fosse stato mai amore
15. Surrender
16. E ritorno da te
17. Un'emergenza d'amore
18. In assenza di te/It's Not Good-Bye
19. Le cose che vivi/Tudo o que eu vivo
20. Vivimi
21. Gente
22. Strani amori
23. Interludio con Medley Radio: Laura 1976 - Ramaya, La mia risposta, Ascolta il tuo cuore, La geografia del mio cammino, Seamisai, Una storia che vale, Le cose che non mi aspetto, Bastava.
24. Se fué
25. La solitudine
26. Dove resto solo io

Taormina (Italia) - Stasera Laura: ho creduto in un sogno
1. Benvenuto
2. Medley: Il gatto puzzolone / Il topo zorro / Katalicammello (Intro sketch con Paola Cortellesi)
3. Se non te (con Paola Cortellesi)
4. Strani amori
5. Avrai (con Claudio Baglioni)
6. Primavera in anticipo (It is my song) (con Marco Mengoni)
7. Tra te e il mare
8. Con la musica alla radio (con Malika Ayane al violoncello, Noemi al pianoforte, Emma, Paola Turci e L’Aura alla chitarra, Syria alla consolle e La Pina rap)
9. Come se non fosse stato mai amore
10. Io canto (con Fiorella Mannoia)
11. Invece no
12. Mi rubi l'anima (con Raf)
13. Le cose che vivi (con le amiche Elisa, Lorena, Ottavia)
14. Vivimi (con Biagio Antonacci)
15. Felicitá (duetto virtuale con Lucio Dalla)
16. La solitudine
17. Medley a cappella: Resta in ascolto / She (Uguale a lei) / Incancellabile / Se fue / Una storia che vale / La geografia del mio cammino / Seamisai / Celeste (alla fine del concerto)

Verona (Italia) (9 settembre 2014)
1. Limpido
2. Se non te
3. Non ho mai smesso
4. Benvenuto
5. Con la musica alla radio
6. Primavera in anticipo (It Is My Song)
7. Invece no
8. Io canto
9. She (Uguale a lei)
10. Resta in ascolto
11. Vivimi (con Biagio Antonacci)
12. Come se non fosse stato mai amore
13. Surrender
14. E ritorno da te
15. Tra te e il mare
16. Un'emergenza d'amore
17. In assenza di te
18. Incancellabile
19. Le cose che vivi
20. Gente
21. Strani amori
22. Non c'è/Se fue
23. Dove resto solo io (con Virginio)
24. La solitudine

Tour Stati Uniti
1. Limpido/Limpio
2. Sino a ti
3. Benvenuto
4. Primavera anticipada /Primavera in anticipo
5. En cambio no
6. Io canto/Je chante
7. She (Uguale a lei)
8. Surrender
9. Como si no nos hubiéramos amado
10. Prendo te
11. Resta in ascolto / Escucha atento
12. E ritorno da te
13. Entre tú y mil mares
14. Inesquecível / Inolvidable / Incancellabile
15. Un'emergenza d'amore
16. Víveme
17. It's not goodbye
18. Gente
19. Amores extraños / Strani amori
20. Le cose che vivi / Tudo o que eu vivo
21. Se fue
22. La soledad / La solitudine

Tour Messicano
1. Amor eterno
2. Limpio
3. Sino a ti
4. Donde quedo solo yo
5. Bienvenido
6. Jamàs abandoné
7. Con la música en la radio
8. Primavera anticipada (It is my song)
9. En cambio no
10. Dispárame dispara
11. Yo canto
12. She (Uguale a lei)
13. Prendo te
14. Escucha atento
15. Víveme
16. Como si no nos hubiéramos amado
17. Surrender
18. Volveré junto a ti
19. Quiero decirte que te amo
20. Entre tú y mil mares
21. Emergencia de amor
22. En ausencia de ti
23. Inolvidable / Inesquecível / Incancellabile
24. Las cosas que vives
25. Gente
26. Amores extraños
27. Se fue
28. La soledad

Australia, Russia
1. Limpido / Radiant
2. Se non te
3. Benvenuto
4. Primavera in anticipo
5. En cambio no
6. Je chante
7. She (Uguale a lei)
8. Surrender
9. Come se non fosse stato mai amore
10. Prendo te
11. Resta in ascolto
12. E ritorno da te
13. Tra te e il mare
14. Incancellabile
15. Un'emergenza d'amore
16. Víveme
17. It's not goodbye
18. Gente
19. Strani amori
20. Se fue
21. La solitudine

### Date

#### Tour italiano 2013
Dicembre
- 5 dicembre 2013 (Data zero), Pesaro (Italia), Adriatic Arena
- 8 dicembre 2013 Roma (Italia), PalaLottomatica
- 9 dicembre 2013 Roma (Italia), PalaLottomatica
- 11 dicembre 2013 Roma (Italia), PalaLottomatica
- 13 dicembre 2013 Roma (Italia), PalaLottomatica
- 16 dicembre 2013, Milano (Italia), Mediolanum Forum d'Assago
- 18 dicembre 2013, Milano (Italia), Mediolanum Forum d'Assago
- 19 dicembre 2013, Milano (Italia), Mediolanum Forum d'Assago
- 21 dicembre 2013, Milano (Italia), Mediolanum Forum d'Assago(trasmesso in diretta radio su RTL 102.5)
- 22 dicembre 2013, Milano (Italia) (Family Christmas Show, ore 17:00), Mediolanum Forum d'Assago

#### Tour estero 2014
Febbraio
- 1º febbraio 2014, Parigi (Francia), Le Zénith de Paris
- 2 febbraio 2014, Bruxelles (Belgio), Forest National
- 5 febbraio 2014, Ginevra (Svizzera), SEG Geneva Arena
- 6 febbraio 2014, Zurigo (Svizzera), Hallenstadion
- 8 febbraio 2014, Madrid (Spagna), Palacio de Deportes de la Comunidad de Madrid
- 19 febbraio 2014, San Paolo (Brasile), Citibank Hall
- 20 febbraio 2014, San Paolo (Brasile), Citibank Hall
- 22 febbraio 2014, Buenos Aires (Argentina), Luna Park Arena
- 24 febbraio 2014, Viña del Mar (Cile), Anfiteatro de la Quinta Vergara, Festival Internacional de la Canción de Viña del Mar (in qualità di ospite, trasmesso in diretta TV su Chilevisión)
- 25 febbraio 2014, Santiago del Cile (Cile), Movistar Arena
- 28 febbraio 2014, Città del Messico (Messico), Arena Ciudad de México

Marzo
- 2 marzo 2014, Miami (Stati Uniti), James L. Knight Center
- 6 marzo 2014, New York (Stati Uniti), The Theater at Madison Square Garden
- 9 marzo 2014, Toronto (Canada), Casino Rama

#### Tour estivo 2014
Aprile
- 29 aprile 2014 (Data zero), Torre del Lago Puccini (Viareggio, Italia), Gran teatro all'aperto

Maggio
- 2 maggio 2014, Verona (Italia), Arena di Verona
- 3 maggio 2014, Verona (Italia), Arena di Verona
- 10 maggio 2014, Taormina (Italia), Teatro antico
- 11 maggio 2014, Taormina (Italia), Teatro antico
- 13 maggio 2014, Taormina (Italia), Teatro antico
- 18 maggio 2014, Taormina (Italia), Teatro antico (trasmesso in tv su Rai 1 il 20 maggio con il titolo Stasera Laura: ho creduto in un sogno)

Giugno
- 7 giugno 2014, Valladolid (Spagna), Plaza de Toros de Valladolid, Valladolid Latino Festival

Luglio
- 10 luglio 2014, Locarno (Svizzera), Piazza Grande, Moon and Stars Festival
- 15 luglio 2014, Caserta (Italia), Reggia di Caserta
- 24 luglio 2014, Lima (Perù), Gran Estelar, Feria del Hogar

Agosto
- 15 agosto 2014, Monte Carlo (Principato di Monaco), Sporting Club, Sporting Summer Festival

Settembre
- 9 settembre 2014, Verona (Italia), Arena di Verona

#### Tour americano 2014
Ottobre
- 18 ottobre 2014, Los Angeles (Stati Uniti), The Greek Theatre
- 19 ottobre 2014, Las Vegas (Stati Uniti), Pearl Concert Theater
- 23 ottobre 2014, Chicago (Stati Uniti), Chicago Theatre
- 25 ottobre 2014, Atlantic City (Stati Uniti), Trump Taj Mahal
- 26 ottobre 2014, Ledyard (Stati Uniti), MGM Grand Theatre

#### Tour messicano 2014
Novembre
- 14 novembre 2014, Tijuana (Messico), Plaza de Toros Monumental
- 18 novembre 2014, Monterrey (Messico), Monterrey Arena
- 21 novembre 2014, San Luis Potosí (Messico), El Domo
- 22 novembre 2014, Guadalajara (Messico), Auditorio Telmex
- 26 novembre 2014, Mérida (Messico), Coliseo
- 28 novembre 2014, Città del Messico (Messico), Arena Ciudad de México

#### Tour invernale 2015
Febbraio
- 13 febbraio 2015, Melbourne (Australia), Margaret Court Arena
- 14 febbraio 2015, Sydney (Australia), Qantas Credit Union Arena
- 17 febbraio 2015, Mosca (Russia), Crocus City Hall

#### Tour estivo 2015
Aprile
- 11 aprile 2015, valico alpino di Kleine Scheidegg (tra Lauterbrunnen e Grindelwald) (Svizzera), Snowpenair Festival 2015

Agosto
- 7 agosto 2015, Marbella (Spagna), La Cantera de Nagüeles, Starlite Festival

#### Date annullate e rinviate
Annullate
- 24 giugno 2014, San Pietroburgo (Russia), Big Concert Hall Oktyabrsky - annullata per motivi tecnici e di produzione imprevisti.
- 16 novembre 2014, Mexicali (Messico), Plaza De Toros - annullata per motivi tecnici.

Rinviate
- 14 maggio 2014, Taormina (Italia), Teatro antico - rinviata al 18 maggio 2014 per motivi televisivi, per permettere la realizzazione dello show Stasera Laura: Ho creduto in un sogno in onda il 20 maggio in prima serata su Rai 1.
- 12 giugno 2014, Melbourne (Australia), Rod Laver Arena - rinviata al 13 febbraio 2015 al Margaret Court Arena per motivi tecnici e di produzione imprevisti.
- 14 giugno 2014, Sydney (Australia), Qantas Credit Union Arena - rinviata al 14 febbraio 2015 per motivi tecnici e di produzione imprevisti.
- 22 giugno 2014, Mosca (Russia), Crocus City Hall - rinviata al 17 febbraio 2015 per motivi tecnici e di produzione imprevisti.
- 3 ottobre 2014, Los Angeles (Stati Uniti), Nokia Theatre L.A. Live - rinviata al 18 ottobre 2014 al The Greek Theatre per motivi tecnici e di produzione imprevisti.
- 4 ottobre 2014, Las Vegas (Stati Uniti), The AXIS at Planet Hollywood Resort & Casino - rinviata al 19 ottobre 2014 al Pearl Concert Theater per motivi tecnici e di produzione imprevisti.

### Riconoscimenti e nomination
Con Stasera Laura: ho creduto in un sogno Laura Pausini riceve il 3 giugno 2014 al Foro Italico di Roma il premio Music Award (in onda su Rai 1) nella categoria Premio speciale "Premio CONI per l'eccellenza Italiana nel mondo".
Con The Greatest Hits World Tour 2013-2015 Laura Pausini riceve a marzo 2015 una nomination ai Premios Juventud 2015 nella categoria Super Tour.

## Simili World Tour 2016
Simili World Tour 2016 è l'ottava tournée di Laura Pausini partita da Imola il 25 maggio 2016 e terminata a Monaco di Baviera il 25 ottobre 2016.
La prima parte, intitolata Pausini Stadi Tour 2016 si è svolta a giugno 2016 per la prima volta su stadi in Italia. Dopo la data zero all'Autodromo Enzo e Dino Ferrari di Imola, il tour è ufficialmente iniziato allo Stadio Giuseppe Meazza di San Siro a Milano (doppia data), per proseguire allo Stadio Olimpico di Roma (con ospiti Biagio Antonacci e Paola Cortellesi) e all'Arena della Vittoria di Bari (con ospite Giuliano Sangiorgi). Con la doppia data a Milano Laura Pausini ottiene il primato di prima donna ad esibirsi per due date a San Siro. La tappa Pausini Stadi 2016 registra oltre 170.000 presenze. Il concerto del 4 giugno a Milano viene registrato e trasmesso in prima serata su Canale 5 il 6 settembre 2016, ottenendo 2.537.000 telespettatori con il 13,5% di share e replicato il 24 giugno 2017 sempre in prima serata su Canale 5 ottenendo 1.672.000 telespettatori con l'11,35% di share.
La seconda parte, intitolata Simili/Similares US & Latin America Tour 2016 è iniziata a Toronto in Canada e si è svolta fino a settembre 2016 in America: Stati Uniti, Messico, Costa Rica, Panama, Ecuador, Perù, Cile, Argentina, Paraguay, Uruguay, Brasile, Porto Rico. Nella tappa di Santiago de Querétaro apre il concerto come supporto il cantante messicano Kike Jimenez. Nella tappa di Porto Rico apre il concerto Yoandri Cabrera.
La terza parte intitolata Simili European Tour 2016 si è svolta ad ottobre 2016 in Europa: Regno Unito, Belgio, Germania e Svizzera. Cinque date (Madrid, Barcellona, Marsiglia, Parigi e Lussemburgo) sono state cancellate a causa di una laringotracheite acuta. La cantante ha espresso la volontà di rinviare i concerti per date tra il 17 e il 31 dicembre 2016 ma non è stato possibile a causa dell'indisponibilità di siti per svolgere gli spettacoli nelle rispettive città.
Le prove per il tour si sono svolte a maggio 2016 al Teatro comunale Ebe Stignani di Imola.

### Personale
Band
- Paolo Carta: chitarra elettrica, direzione musicale
- Nicola Oliva: chitarra elettrica, chitarra acustica
- Fabio Coppini: pianoforte
- Andrea Rongioletti: tastiere
- Roberto Gallinelli: basso elettrico
- Carlos Hercules: batteria
- Ernesto Lopez: percussioni
- Roberta Granà: cori
- Monica Hill: cori
- Gianluigi Fazio: cori
- David Blank: cori
- Salimata Ariane Diakite: cori
- Claudia D'Ulisse: cori
- Joseph Carta: DJ (in Io c'ero (+ amore x favore))

### Scaletta
Pausini Stadi Tour 2016
1. Simili
2. Resta in ascolto
3. Innamorata
4. Medley Carta: Non ho mai smesso, Il nostro amore quotidiano, Se non te
5. Medley Pop: Nella porta accanto, Bellissimo così, Ascolta il tuo cuore
6. Invece no
7. Medley Inevitabile: La geografia del mio cammino, Chiedilo al cielo, Una storia che vale
8. Sono solo nuvole
9. Come se non fosse stato mai amore
10. Medley Altalena Tagliato (Acustico): En ausencia de ti/It's Not Good-Bye, 200 note, Seamisai
11. Tristeza
12. Primavera in anticipo (It Is My Song)
13. Ho creduto a me
14. Tra te e il mare
15. Medley Daniel: Il tuo nome in maiuscolo, Nel modo più sincero che c'è, Casomai, Un fatto ovvio, Colpevole, La prospettiva di me, Un'emergenza d'amore
16. Medley Paola: Celeste, È a lei che devo l'amore
17. Medley Benvenuto: Con la musica alla radio, Benvenuto, Io canto, Per la musica
18. Vivimi
19. E ritorno da te
20. Medley Amore: Incancellabile, Le cose che vivi, Il mondo che vorrei, Strani amori, La solitudine[Nota 2]
21. Medley Dance: Limpido, Surrender, Io c'ero (+ amore x favore)
22. Lato destro del cuore
23. Simili
24. Innamorata

Simili/Similares US & Latin America Tour 2016
Canada
Intro (In inglese)
1. Simili
2. Enamorada
3. Strani amori
4. Volveré junto a ti
5. Medley Acustico: Sono solo nuvole, It's Not Good-Bye, 200 note, Seamisai
6. Medley Benvenuto: Con la musica alla radio, Benvenuto, Io canto, Per la musica
7. Medley Paola: Celeste, È a lei che devo l'amore
8. Tra te e il mare
9. Medley Amore: Quiero decirte que te amo, Incancellabile/Inolvidable, Las cosas que vives, Nuestro amor de cada día, Se non te/Sino a tí
10. Nella porta accanto
11. Invece no
12. Medley Pop: Primavera in anticipo (It Is My Song), Gente, Un'emergenza d'amore
13. Medley Latino: Tornerò (con calma si vedrà), Y mi banda toca el rock, Se fué
14. Vivimi
15. Medley Rock: Spaccacuore, Chiedilo al cielo, Resta in ascolto
16. Como si no nos hubiéramos amado
17. La solitudine
18. Medley Dance: Limpido, Surrender, Io c'ero (+ amore x favore)
19. Lato destro del cuore
20. Simili
21. Innamorata

1. ↑  Dal 18 marzo 2012 a Firenze al 17 aprile a Bologna Volevo dirti che ti amo sostituisce Mi tengo nel Medley Passione e Mi tengo viene eseguita per intero in sostituzione di Le cose che non mi aspetto.
2. ↑  A Roma viene eseguita separata del Medley e in duetto con Paola Cortellesi

New York
Intro (in inglese)
1. Simili
2. Enamorada
3. Strani amori
4. Volveré junto a ti
5. Medley Acustico: Solo nubes, It's Not Good-Bye, 200 notas, Cuando se ama (Sei que me amavas)
6. Medley Benvenuto: Con la musica alla radio, Benvenuto, Io canto, Per la musica
7. Medley Paola: Celeste, È a lei che devo l'amore
8. Entre tú y mil mares
9. Medley Amore: Quiero decirte que te amo, Incancellabile, Le cose che vivi, Il nostro amore quotidiano, Sino a tí
10. En la puerta de al lado
11. Invece no
12. Medley Pop: Primavera in anticipo (It Is My Song), Gente, Un'emergenza d'amore
13. Medley Latino: Regresaré (con calma se verá), Y mi banda toca el rock, Se fué
14. Víveme
15. Medley Rock: Spaccacuore, Chiedilo al cielo, Resta in ascolto
16. Como si no nos hubiéramos amado
17. La solitudine
18. Medley Dance: Limpido, Surrender, Io c'ero (+ amore x favore)
19. Lado derecho del corazón/Lato destro del cuore
20. Simili
21. Enamorada

Miami, Los Angeles
Intro (in inglese)
1. Similares
2. Enamorada
3. Amores extraños
4. Volveré junto a ti
5. Medley Acustico: Solo nubes, It's Not Good-Bye, 200 note, Cuando se ama (Sei que me amavas)
6. Medley Benvenuto: Con la musica alla radio, Bienvenido, Io canto, Es la música
7. Medley Paola: Así celeste, A ella le debo mi amor
8. Entre tú y mil mares
9. Medley Amore: Quiero decirte que te amo, Inolvidable, Le cose che vivi, Il nostro amore quotidiano, Sino a tí
10. En la puerta de al lado
11. Invece no
12. Medley Pop: Primavera anticipada (It Is My Song), Gente, Emergencia de amor
13. Medley Latino: Regresaré (con calma se verá), Y mi banda toca el rock, Se fué
14. Víveme
15. Medley Rock: Dispárame, dispara', Chiedilo al cielo, Resta in ascolto
16. Como si no nos hubiéramos amado
17. La soledad
18. Medley Dance: Limpido, Surrender, Io c'ero (+ amore x favore)'
19. Lado derecho del corazón/Lato destro del cuore
20. Similares
21. Enamorada

Messico, Costa Rica, Panama, Ecuador, Peru
Intro (in spagnolo)
1. Similares
2. Escucha atento
3. Enamorada
4. Medley Carta Jamàs abandonè,Nuestro amor de cada día,Sino a tí
5. Medley Pop: En la puerta de al lado, Bellísimo así, Escucha a tu corazón
6. En cambio no
7. Medley Inevitabile:La geografia de mi camino,Pregúntale al cielo,Dos historias iguales
8. Solo nubes
9. Como si no nos hubiéramos amado
10. Medley Tagliato Acustico En ausencia de ti,200 notas,Cuando se ama'
11. Medley Latino Regresaré (Con calma se verá),Y mi banda toca el rock, Se fue
12. Primavera anticipada (it is my song)
13. He creído en mí
14. Entre tú y mil mares
15. Medley Daniel: Tu nombre en mayúsculas, Del modo más sincero,Menos mal,Un hecho obvio,Culpable,Mi perspectiva,Gente,Emergencia de amor
16. Medley Paola: Asi celeste, A ella le debo mi amor
17. Medley Benvenuto Con la música en la radio Bienvenido Yo canto Es la música
18. Viveme
19. Volveré junto a tí
20. Medley Inolvidable, Las cosas que vives, El mundo que soñé , Amores extraños,La soledad
21. Medley Dance: Limpio, Surrender, Yo estuve (+ amor x favor)
22. Lado derecho del corazón
23. Similares
24. Enamorada (reprise)

Cile, Argentina, Paraguay, Porto Rico
Intro (in spagnolo)
1. Similares
2. Enamorada
3. Amores extraños
4. Volveré junto a ti
5. Medley Acustico Solo nubes, En ausencia de tí/It's Not Good-Bye, 200 notas, Cuando se ama (Sei que me amavas)
6. Medley Benvenuto: Con la musica en la radio, Bienvenido, Yo canto, Es la música
7. Medley Paola: Así celeste, A ella le debo mi amor
8. Entre tú y mil mares
9. Medley Amore: Quiero decirte que te amo, Inolvidable, Las cosas que vives, Nuestro amor de cada día, Sino a tí
10. En la puerta de al lado
11. En cambio no
12. Medley Pop: Primavera anticipada (It Is My Song), Gente, Emergencia de amor
13. Medley Latino: Regresaré (con calma se verá), Y mi banda toca el rock, Se fué
14. Víveme
15. He creído en mí
16. Medley Rock: Dispárame, dispara, Pregúntale al cielo, Escucha atento
17. Como si no nos hubiéramos amado
18. La soledad
19. Medley Dance: Limpio, Surrender, Yo estuve (+ amor x favor)
20. Lado derecho del corazón
21. Similares (reprise)
22. Enamorada (reprise)

Brasile
Intro (in portoghese)
1. Simili
2. Resta In ascolto
3. Innamorata
4. Strani amori
5. E ritorno da te
6. Medley Acustico: It's Not Good-Bye, 200 note, Seamisai (Sei que me amavas)
7. Medley Benvenuto: Con la musica alla radio, Benvenuto, Io canto, Per la musica
8. Medley Paola: Celeste, È a lei che devo l'amore
9. Tra te e il mare
10. Medley Amore: Non ho mai smesso, Inesquecível, Le cose che vivi/Tudo o que eu vivo, Il nostro amore quotidiano, Se non te
11. Medley Pop 1: Nella porta accanto, Bellissimo così, Ascolta il tuo cuore
12. Invece no
13. Agora não
14. Medley Pop 2: Primavera in anticipo (It Is My Song), Gente, Un'emergenza d'amore
15. Medley Latino: Regresaré (con calma se verá), Y mi banda toca el rock, Se fué
16. Vivimi
17. Ho creduto a me
18. Medley Rock: Spaccacuore,Chiedilo al cielo, Sono Solo Nuvole
19. Come se non fosse stato mai amore
20. La solitudine
21. Medley Dance: Limpido, Surrender, Io c'ero (+ amore x favore)
22. Lato destro del cuore
23. Simili
24. Innamorata

Simili European Tour 2016
Intro (In inglese: Londra/In italiano: Belgio, Svizzera, Germania).
1. Simili
2. Resta in ascolto
3. Innamorata
4. Medley Inevitabile: La geografia del mio cammino / Chiedilo al cielo / Una storia che vale
5. Medley Paola: Celeste / È a lei che devo l'amore
6. Invece no
7. Medley Acustico: It's not goodbye / 200 note / Seamisai-Sei que me amavas
8. Sono solo nuvole
9. La mia risposta
10. Medley Benvenuto: Con la musica alla radio / Benvenuto / Io canto / Per la musica
11. Ho creduto a me
12. Medley Pop 1: Benedetta passione/ Bellissimo così / Ascolta il tuo cuore
13. Nella porta accanto
14. Tra te e il mare
15. Primavera in anticipo (It Is My Song)
16. Medley Pop 2: Se non te / Gente / Un'emergenza d'amore
17. Medley Latino: Regresaré (con calma se verá) / Y mi banda toca el rock / Se fue
18. Vivimi
19. E ritorno da te
20. Medley Amore: Non ho mai smesso / Incancellabile / Le cose che vivi / Strani amori
21. Come se non fosse stato mai amore
22. La solitudine
23. Medley Dance: Limpido / Surrender / Io c'ero (+ amore x favore)
24. Lato destro del cuore

### Date

#### Pausini Stadi Tour 2016
Maggio
- 25 maggio 2016 (Data zero), Imola (Italia), Autodromo Enzo e Dino Ferrari

Giugno
- 4 giugno 2016, Milano (Italia), Stadio Giuseppe Meazza di San Siro (trasmesso in tv su Canale 5 il 6 settembre)
- 5 giugno 2016, Milano (Italia), Stadio Giuseppe Meazza di San Siro
- 11 giugno 2016, Roma (Italia), Stadio Olimpico
- 18 giugno 2016, Bari (Italia), Arena della Vittoria

#### Simili/Similares US & Latin America Tour 2016
Luglio
- 26 luglio 2016, Toronto (Canada), Powerade Center
- 28 luglio 2016, New York (Stati Uniti), Barclays Center
- 30 luglio 2016, Miami (Stati Uniti), AmericanAirlines Arena

Agosto
- 5 agosto 2016, Los Angeles (Stati Uniti), Microsoft Theater
- 10 agosto 2016, Monterrey (Messico), Auditorio Banamex
- 12 agosto 2016, Città del Messico (Messico), Auditorio Nacional
- 14 agosto 2016, Guadalajara (Messico), Auditorio Telmex
- 16 agosto 2016, Santiago de Querétaro (Messico), Auditorio Josefa Ortiz de Domínguez
- 18 agosto 2016, Puebla (Messico), Auditorio Siglo XXI
- 20 agosto 2016, San José (Costa Rica), Estadio Nacional de Costa Rica
- 23 agosto 2016, Panama (Panama), Figali Convention Center
- 28 agosto 2016, Quito (Ecuador), Coliseo General Rumiñahui
- 31 agosto 2016, Lima (Perù), Estadio Monumental "U"

Settembre
- 2 settembre 2016, Santiago del Cile (Cile), Movistar Arena
- 3 settembre 2016, Buenos Aires (Argentina), Estadio Gimnasia y Esgrima de Buenos Aires
- 7 settembre 2016, Asunción (Paraguay), Centro Conmebol
- 9 settembre 2016, Punta del Este (Uruguay), Conrad Resort & Casino
- 11 settembre 2016, San Paolo (Brasile), Citibank Hall
- 12 settembre 2016, San Paolo (Brasile), Citibank Hall
- 14 settembre 2016, Rio de Janeiro (Brasile), Metropolitan
- 17 settembre 2016, San Juan (Porto Rico), José Miguel Agrelot Coliseum

#### Simili European Tour 2016
Ottobre
- 15 ottobre 2016, Londra (Regno Unito), Eventim Apollo
- 16 ottobre 2016, Bruxelles (Belgio), Forest National
- 18 ottobre 2016, Stoccarda (Germania), Porsche-Arena
- 20 ottobre 2016, Zurigo (Svizzera), Hallenstadion
- 21 ottobre 2016, Ginevra (Svizzera), SEG Geneva Arena
- 23 ottobre 2016, Essen (Germania), Grugahalle
- 25 ottobre 2016, Monaco di Baviera (Germania), Olympiahalle

#### Date annullate
- 25 agosto 2016, Medellín (Colombia), Plaza de Toros La Macarena - a causa di problemi organizzativi con il promoter locale.
- 26 agosto 2016, Bogotà (Colombia), Centro de Eventos - a causa di problemi organizzativi con il promoter locale.
- 7 ottobre 2016, Madrid (Spagna), Barclaycard Center - a causa di una laringotracheite acuta
- 8 ottobre 2016, Barcellona (Spagna), Palau Sant Jordi - a causa di una laringotracheite acuta
- 10 ottobre 2016, Marsiglia (Francia), Le Dôme de Marseille - a causa di una laringotracheite acuta
- 12 ottobre 2016, Parigi (Francia), Accor Hotels Arena - a causa di una laringotracheite acuta
- 13 ottobre 2016, Esch-sur-Alzette (Lussemburgo), Rockhal - a causa di una laringotracheite acuta

### Riconoscimenti
Con Simili World Tour 2016 Laura Pausini riceve il 24 novembre 2016 a Disneyland Paris a Parigi, durante la presentazione di Laura Xmas il premio Miglior Tour della rivista di settore Sound & Lite consegnato dal direttore Alfio Morelli e dal capo redattore Giancarlo Messina; mentre il 5 giugno 2017 riceve il Wind Music Awards 2017 nella categoria Premio Live Platino.

## Fatti sentire World Wide Tour 2018
Fatti sentire World Wide Tour 2018 è la nona tournée di Laura Pausini partita da Jesolo il 13 luglio 2018 e terminata il 4 novembre 2018 a Eboli. Il tour si è svolto in 52 date.
Dopo la data zero a Jesolo, il tour è ufficialmente iniziato al Circo Massimo di Roma (21 e 22 luglio dove erano presenti 30.000 persone nelle due serate) e poi è proseguito a luglio e ad agosto in America: Stati Uniti, Messico, Guatemala, Costa Rica, Ecuador, Perù, Argentina, Cile e Brasile. A settembre e ottobre è tornato in Italia e proseguito in Europa: Spagna, Francia, Belgio, Germania e Svizzera.
Il concerto del 21 luglio al Circo Massimo di Roma viene registrato, poi trasmesso in prima serata su Canale 5 il 22 settembre 2018, ottenendo 1.553.000 telespettatori con l'8.8% di share e pubblicato il 7 dicembre 2018 sul DVD dei cofanetti Fatti sentire ancora e Hazte sentir más (CD+DVD+libro). Viene infine replicato il 31 agosto 2019 in prima serata su Canale 5, ottenendo 1.066.000 telespettatori con il 6.8% di share.

### Band
- Paolo Carta: chitarra elettrica, direzione musicale
- Nicola Oliva: chitarra elettrica, chitarra acustica
- Fabio Coppini: pianoforte
- Carlos Hercules: batteria
- Roberto Gallinelli: basso elettrico
- Andrea Rongioletti: tastiere (tranne Tour americano)
- Ernesto Lopez: percussioni
- Gianluigi Fazio: cori, chitarra acustica
- Roberta Granà: cori
- Monica Hill: cori
- Claudia D'Ulisse: cori (tranne Tour americano)
- David Blank: cori (tranne Tour americano)

### Scaletta
Dopo il brano Fantastico (Fai quello che sei)/Fantástico (Haz lo que eres) i coristi eseguono un medley di cover: Sorry (Justin Bieber), Shape of You (Ed Sheehan), Can't Stop the Feeling! (Justin Timberlake).
Nel tour europeo, prima di ogni concerto, viene trasmesso un video di sensibilizzazione con in sottofondo il brano Il mondo che vorrei per il UN World Food Programme (WFP) l'agenzia delle Nazioni Unite con sede a Roma che lavora in oltre 80 Paesi fornendo assistenza alimentare alle persone colpite da conflitti e disastri naturali.
Italia (Jesolo, Circo Massimo)
1. Non è detto
2. E.STA.A.TE
3. Medley Pop: Primavera in anticipo (It Is My Song), La mia risposta, Le cose che vivi
4. Frasi a metà
5. Incancellabile
6. Simili
7. Medley Cosa Radio Finestre: L'ultima cosa che ti devo, Con la musica alla radio, Le due finestre
8. Resta in ascolto
9. Medley Primi Singoli: Lato destro del cuore, Non ho mai smesso, La solitudine
10. Fantastico (Fai quello che sei)
11. La soluzione
12. Medley Rock: Ho creduto a me, Il caso è chiuso, Un'emergenza d'amore
13. Il coraggio di andare
14. E ritorno da te
15. Tra te e il mare
16. Medley Acustico: Limpido, Benvenuto, Strani amori, Non c'è
17. Come se non fosse stato mai amore
18. Vivimi
19. Medley Vale Passione Canto: Una storia che vale, Benedetta passione, Io canto
20. Nuevo
21. Invece no
22. Medley Reggaetón: Nadie ha dicho (Remix), Innamorata, E.STA.A.TE

Miami
1. Nadie ha dicho
2. ESTÁ.ALLÁ
3. Medley Pop: Primavera in anticipo (It Is My Song), La mia risposta, Le cose che vivi
4. Quiero decirte que te amo
5. Escucha atento
6. Entre tú y mil mares/Tra te e il mare
7. Volveré junto a ti
8. Medley Primeros Éxitos: Lado derecho del corazón, Jamás abandoné, La soledad
9. Fantástico (Haz lo que eres)
10. El valor de seguir adelante
11. Medley Acústico: Limpio, Bienvenido, La solución, Amores extraños, Se fue
12. Inolvidable/Incancellabile
13. Como si no nos hubiéramos amado
14. Medley River: No River Is Wilder, It's Not Good-Bye, Seamisai (Sei que me amavas)
15. Similares/Simili
16. Víveme
17. Medley Rock: Dispárame dispara, Escucha a tu corazón, Emergencia de amor
18. Nuevo
19. En cambio no
20. Nadie ha dicho (Remix)

Los Angeles
1. Nadie ha dicho
2. ESTÁ.ALLÁ
3. Medley Pop: Primavera in anticipo (It Is My Song), La mia risposta, Le cose che vivi
4. Verdades a medias
5. Escucha atento
6. Medley Radio: Algo que te debo, Con la música en la radio, Dos ventanas
7. Entre tú y mil mares/Tra te e il mare
8. Medley Primeros Éxitos: Lado derecho del corazón, Jamás abandoné, La soledad
9. Fantástico (Haz lo que eres)
10. El valor de seguir adelante
11. Medley Acústico: Limpio, Bienvenido, La solución, Amores extraños, Se fue
12. Volveré junto a ti
13. Inolvidable/Incancellabile
14. Como si no nos hubiéramos amado
15. Medley River: No River Is Wilder, It's Not Good-Bye, Seamisai (Sei que me amavas)
16. Similares/Simili
17. Víveme
18. Medley Rock: Dispárame dispara, Escucha a tu corazón, Emergencia de amor
19. Nuevo
20. En cambio no
21. Nadie ha dicho (Remix)

Messico
1. Nadie ha dicho
2. ESTÁ.ALLÁ
3. Medley Pop: Primavera anticipada (It Is My Song), Mi respuesta, Las cosas que vives
4. Verdades a medias
5. Inolvidable
6. Similares
7. Medley River: No river is wilder, En ausencia de ti, Cuando se ama
8. Escucha atento
9. Medley Primeros Éxitos: Lado derecho del corazón, Jamás abandoné, La soledad
10. Fantástico (Haz lo que eres)
11. La solución
12. Como si no nos hubiéramos amado
13. El valor de seguir adelante
14. Medley Radio: Algo que te debo, Con la música en la radio, Dos ventanas
15. Volveré junto a ti
16. Medley Acústico: Limpio, Bienvenido, Amores extraños, Se fue
17. Entre tú y mil mares/Tra te e il mare
18. Víveme
19. Medley Rock: Dispárame dispara, Escucha a tu corazón, Emergencia de amor
20. Nuevo
21. En cambio no
22. Nadie ha dicho (Remix)

Costa Rica, Ecuador
1. Nadie ha dicho
2. ESTÁ.ALLÁ
3. Medley Pop: Primavera anticipada (It Is My Song), Mi respuesta, Las cosas que vives
4. Verdades a medias
5. Incancellabile/Inolvidable
6. Escucha atento
7. Medley Primeros Éxitos: Lado derecho del corazón, Jamás abandoné, La soledad
8. Quiero decirte que te amo
9. Fantástico (Haz lo que eres)
10. El valor de seguir adelante
11. Como si no nos hubiéramos amado
12. Medley Acústico: Limpio, Bienvenido, La solución, Amores extraños, Se fue
13. Volveré junto a ti
14. Entre tú y mil mares
15. Víveme
16. Medley Rock: Dispárame dispara, Escucha a tu corazón, Emergencia de amor
17. Nuevo
18. En cambio no
19. Nadie ha dicho (Remix)

Guatemala, Perù, Argentina, Cile
1. Nadie ha dicho
2. ESTÁ.ALLÁ
3. Medley Pop: Primavera anticipada (It Is My Song), Mi respuesta, Las cosas que vives
4. Verdades a medias
5. Incancellabile/Inolvidable
6. Escucha atento
7. Medley Primeros Éxitos: Lado derecho del corazón, Jamás abandoné, La soledad
8. Quiero decirte que te amo
9. Fantástico (Haz lo que eres)
10. El valor de seguir adelante
11. Como si no nos hubiéramos amado
12. Medley Radio: Algo que te debo, Con la música en la radio, Dos ventanas
13. Volveré junto a ti
14. Similares/Simili
15. Medley Acústico: Limpio, Bienvenido, La solución, Amores extraños, Se fue
16. Entre tú y mil mares
17. Víveme
18. Medley Rock: Dispárame dispara, Escucha a tu corazón, Emergencia de amor
19. Nuevo
20. En cambio no
21. Nadie ha dicho (Remix)

Brasile
1. Non è detto
2. E.STA.A.TE
3. Medley Pop: Primavera in anticipo (It Is My Song), La mia risposta, Tudo o que eu vivo/Le cose che vivi
4. Frasi a metà
5. Medley Primi Singoli: Lato destro del cuore, Non ho mai smesso, La solitudine
6. Simili
7. Medley River: No river is wilder, It's not good-bye, Seamisai (Sei que me amavas)
8. Resta in ascolto
9. Inesquecível/Incancellabile
10. Fantastico (Fai quello che sei)
11. Il coraggio di andare
12. Come se non fosse stato mai amore
13. Medley Acustico: Limpido, Benvenuto, La soluzione, Un progetto di vita in comune, Strani amori, Se fue
14. Medley Cosa Radio Finestre: L'ultima cosa che ti devo, Con la musica alla radio, Le due finestre
15. E ritorno da te
16. Tra te e il mare
17. Vivimi
18. Medley Rock: Ho creduto a me, Il caso è chiuso, Un'emergenza d'amore
19. Novo
20. Agora não/Invece no
21. Medley Reggaetón: Nadie ha dicho (Remix), Innamorata, E.STA.A.TE

New York
1. Non è detto/Nadie ha dicho
2. E.STA.A.TE/ESTÁ.ALLÁ
3. Medley Pop: Primavera anticipada (It Is My Song),Mi respuesta, Tudo o que eu vivo/Le cose che vivi
4. Verdades a medias/Frasi a metà
5. Medley Primi Singoli: Lato destro del cuore, Non ho mai smesso, La solitudine/La soledad
6. Similares/Simili
7. Medley River: No river is wilder, It's not good-bye, Seamisai (Sei que me amavas)
8. Resta in ascolto
9. Incancellabile/Inolvidable
10. Fantastico (Fai quello che sei)/Fantástico (Haz lo que eres)
11. Il coraggio di andare/El valor de seguir adelante
12. Come se non fosse stato mai amore/Como si no nos hubiéramos amado
13. Medley Acustico: Limpido, Benvenuto, La solución, Un progetto di vita in comune, Amores extraños, Se fue
14. Medley Cosa Radio Finestre: L'ultima cosa che ti devo, Con la musica alla radio, Le due finestre
15. E ritorno da te/Volveré junto a tí
16. Tra te e il mare/Entre tú y mil mares
17. Medley Rock: Ho creduto a me, Il caso è chiuso, Emergencia de amor
18. Víveme
19. Medley Vale Passione Canto: Una storia che vale, Benedetta passione, Io canto/Je chante
20. Nuevo
21. Invece no/En cambio no
22. E.STA.A.TE

Tour italiano, Germania, Svizzera
1. Non è detto
2. E.STA.A.TE
3. Medley Pop: Primavera in anticipo (It Is My Song), La mia risposta, Le cose che vivi
4. Frasi a metà
5. Incancellabile
6. Simili
7. Il coraggio di andare
8. Resta in ascolto <
9. Medley Primi Singoli: Lato destro del cuore, Non ho mai smesso, La solitudine
10. Fantastico (Fai quello che sei)
11. La soluzione
12. Come se non fosse stato mai amore
13. Medley Rock: L'ultima cosa che ti devo, Ho creduto a me, Il caso è chiuso, Un'emergenza d'amore
14. Tra te e il mare
15. E ritorno da te
16. Le due finestre
17. Medley Acustico: Limpido, Benvenuto, Un progetto di vita in comune, Strani amori, Non c'è
18. Vivimi
19. Medley Vale Passione Canto: Una storia che vale, Benedetta passione, Io canto
20. Nuevo
21. Invece no
22. Medley Reggaetón: Nadie ha dicho (Remix), Innamorata, E.STA.A.TE

Spagna
1. Nadie ha dicho
2. ESTÁ.ALLÁ
3. Medley Pop: Primavera anticipada (It is my song), Mi respuesta, Las cosas que vives
4. Verdades a medias
5. Inolvidable
6. Similares
7. El valor de seguir adelante
8. Escucha atento
9. Medley Primeros Éxitos: Lado derecho del corazón, Jamás abandoné, La soledad
10. Fantástico (Haz lo que eres)
11. La solución
12. Como si no nos hubiéramos amado
13. Medley Rock: Algo que te debo, He creído en mí, El caso está perdido, Emergencia de amor
14. Entre tú y mil mares
15. Volveré junto a ti
16. Dos ventanas
17. Medley Acústico: Limpio, Bienvenido, Un proyecto de vida en común, Amores extraños, Se fue
18. Víveme
19. Medley Pasión: Dos historias iguales, Bendecida pasión, Yo canto
20. Nuevo
21. En cambio no
22. Medley Reggaetón: Nadie ha dicho, Enamorada, ESTÁ.ALLÁ

Francia, Belgio
1. Non è detto
2. E.STA.A.TE
3. Medley Pop: Primavera in anticipo (It Is My Song), La mia risposta, Le cose che vivi
4. Frasi a metà
5. Incancellabile
6. Simili
7. Il coraggio di andare
8. Resta in ascolto
9. Medley Primi Singoli: Lato destro del cuore, Non ho mai smesso, La solitudine
10. Fantastico (Fai quello che sei)
11. La soluzione
12. Come se non fosse stato mai amore
13. Medley Rock: L'ultima cosa che ti devo, Ho creduto a me, Il caso è chiuso, Un'emergenza d'amore
14. Tra te e il mare
15. E ritorno da te
16. On n'oublie jamais rien, on vit avec
17. Medley Acustico: Limpido, Benvenuto, She (Uguale a lei), Un progetto di vita in comune, Strani amori, Non c'è
18. Vivimi
19. Medley Vale Passione Canto: Una storia che vale, Benedetta passione, Je chante
20. Nuevo
21. Invece no
22. Medley Reggaetón: Nadie ha dicho (Remix), Innamorata, E.STA.A.TE

### Date
Luglio
- 13 luglio 2018 (Data zero), Jesolo (Italia), Palazzo del Turismo Pala Arrex
- 21 luglio 2018, Roma (Italia), Circo Massimo (trasmesso in tv su Canale 5 il 22 settembre)
- 22 luglio 2018, Roma (Italia), Circo Massimo
- 26 luglio 2018, Miami (Stati Uniti), James L. Knight Center
- 28 luglio 2018, Los Angeles (Stati Uniti), The Greek Theatre
- 31 luglio 2018, Monterrey (Messico), Monterrey Arena

Agosto
- 2 agosto 2018, Guadalajara (Messico), Auditorio Telmex
- 4 agosto 2018, Città del Messico (Messico), Arena Ciudad de México
- 6 agosto 2018, Città del Guatemala (Guatemala), Forum Majadas
- 8 agosto 2018, San José (Costa Rica), Estadio Nacional de Costa Rica
- 11 agosto 2018, Guayaquil (Ecuador), Coliseo Voltaires
- 14 agosto 2018, Lima (Perù), Jockey Club
- 16 agosto 2018, Buenos Aires (Argentina), Luna Park Arena
- 18 agosto 2018, Santiago del Cile (Cile), Movistar Arena
- 20 agosto 2018, San Paolo (Brasile), Citibank Hall
- 21 agosto 2018, San Paolo (Brasile), Citibank Hall
- 23 agosto 2018, Brasilia (Brasile), Centro de Convenções Ulisses Guimarães
- 25 agosto 2018, Recife (Brasile), Classic Hall
- 27 agosto 2018, Curitiba (Brasile), Teatro Positivo
- 31 agosto 2018, New York (Stati Uniti), Radio City Music Hall

Settembre
- 8 settembre 2018, Milano (Italia), Mediolanum Forum d'Assago
- 9 settembre 2018, Milano (Italia), Mediolanum Forum d'Assago
- 11 settembre 2018, Milano (Italia), Mediolanum Forum d’Assago
- 12 settembre 2018, Milano (Italia), Mediolanum Forum d’Assago
- 15 settembre 2018, Ancona (Italia), Pala Prometeo
- 17 settembre 2018, Rimini (Italia), RDS Stadium
- 19 settembre 2018, Verona (Italia), Arena di Verona
- 21 settembre 2018, Verona (Italia), Arena di Verona
- 22 settembre 2018, Verona (Italia), Arena di Verona
- 28 settembre 2018, Acireale (Italia), Pal'Art Hotel
- 29 settembre 2018, Acireale (Italia), Pal'Art Hotel

Ottobre
- 1º ottobre 2018, Bari (Italia), PalaFlorio
- 2 ottobre 2018, Bari (Italia), PalaFlorio
- 4 ottobre 2018, Bari (Italia), PalaFlorio
- 6 ottobre 2018, Firenze (Italia), Nelson Mandela Forum
- 7 ottobre 2018, Firenze (Italia), Nelson Mandela Forum
- 9 ottobre 2018, Padova (Italia), Kioene Arena
- 10 ottobre 2018, Padova (Italia), Kioene Arena
- 12 ottobre 2018, Bologna (Italia), Unipol Arena
- 13 ottobre 2018, Bologna (Italia), Unipol Arena
- 17 ottobre 2018, Barcellona (Spagna), Palau Sant Jordi
- 18 ottobre 2018, Madrid (Spagna), Wizink Center
- 20 ottobre 2018, Parigi (Francia), Le Zénith de Paris
- 21 ottobre 2018, Bruxelles (Belgio), Forest National
- 23 ottobre 2018, Stoccarda (Germania), Porsche-Arena
- 24 ottobre 2018, Zurigo (Svizzera), Hallenstadion
- 26 ottobre 2018, Torino (Italia), PalaAlpitour
- 27 ottobre 2018, Torino (Italia), PalaAlpitour
- 30 ottobre 2018, Roma (Italia), Palalottomatica
- 31 ottobre 2018, Roma (Italia), Palalottomatica

Novembre
- 3 novembre 2018, Eboli (Italia), PalaSele
- 4 novembre 2018, Eboli (Italia), PalaSele

#### Date rinviate
- 25 settembre 2018, Eboli (Italia), PalaSele - rinviata al 3 novembre a causa di forte otite[85]
- 26 settembre 2018, Eboli (Italia), PalaSele - rinviata al 4 novembre a causa di forte otite[85]

### Riconoscimenti e nomination
Il 4 giugno 2018 ai Wind Music Awards 2018 la cantante riceve il Premio Speciale Asso Musica per essere la prima donna italiana ad esibirsi al Circo Massimo di Roma e il 5 giugno 2019 ai SEAT Music Awards 2019 il Premio Live Oro.
Con il Fatti sentire World Wide Tour Laura Pausini riceve a marzo 2018 una nomination agli Onstage Awards nella categoria Miglior Tour 2019 e a novembre 2019 
una nomination ai Rockol Awards nella categoria Miglior artista Live italiano.

## Laura Biagio Stadi Tour 2019
Laura Biagio Stadi Tour 2019 è una tournée di Laura Pausini e Biagio Antonacci partita da Bari il 26 giugno 2019 e terminata il 1º agosto 2019 a Cagliari all'interno di stadi italiani.
In soli 15 giorni sono stati venduti più di 150.000 biglietti.
In totale il tour totalizzerà oltre 311.000 presenze salendo sul podio dei tour di maggior successo del 2019.
Tutti gli 11 concerti riescono ad entrare nella top 100 degli eventi singoli più frequentati, nel corso del 2019, dal pubblico italiano stilata dalla SIAE. In questa graduatoria quello di Laura Pausini è l'unico nome femminile presente.
Nella data di Cagliari hanno partecipato come ospiti Paola Cortellesi e Fiorello.
La coreografia è curata da Luca Tommassini e alcuni abiti dei cantanti sono di Giorgio Armani.

### Personale
Band
- Paolo Carta: chitarra elettrica, direzione musicale
- Massimo Varini: chitarra elettrica, chitarra acustica
- Placido Salamone: chitarra elettrica, chitarra acustica
- Roberto Gallinelli: basso elettrico
- Gareth Brown: batteria
- Fabio Coppini: pianoforte
- Yuri Barilaro: tastiere
- Ernesto Lopez: percussioni
- Gianluigi Fazio: cori
- Roberta Granà: cori
- Monica Hill: cori
- Claudia D'Ulisse: cori
- David Blank: cori

### Scaletta
1. Un'emergenza d'amore / Liberatemi (Laura & Biagio)
2. Resta in ascolto (Laura & Biagio)
3. Non è mai stato subito (Biagio)
4. Il coraggio di andare / El valor de seguir adelante (Laura & Biagio)
5. E.STA.A.TE (Laura)
6. Medley Biagio insieme: Sappi amore mio, Tu sei bella, Le cose che hai amato di più, Non ci facciamo compagnia, Mi fai stare bene (Laura & Biagio)
7. Ti penso raramente (Biagio)
8. Sognami (Laura & Biagio)
9. Una storia che vale (Biagio)
10. Lato destro del cuore (Laura & Biagio)
11. La geografia del mio cammino / Le cose che vivi (Laura)
12. Medley Laura insieme: La solitudine, In assenza di te, Strani amori, Simili (Laura & Biagio)
13. Se io, se lei (Biagio)
14. Pazzo di lei (Biagio, Laura balla)
15. Buongiorno bell'anima (Biagio)
16. Se non te / Non ho mai smesso (Laura)
17. Frasi a metà (Laura)
18. Primavera in anticipo (It Is My Song) (Laura, Biagio accompagna con chitarra)
19. Se è vero che ci sei (Biagio, Laura accompagna con flauto traverso)
20. In una stanza quasi rosa (Laura & Biagio)
21. Ritorno ad amare (Laura)
22. Convivendo (Biagio)
23. Medley Laura canta Biagio: Se tornerai, Sei, L'amore comporta, Ti ricordi perché (Laura & Biagio)
24. Medley Biagio canta Laura: Ho creduto a me, Il mio sbaglio più grande, Fidati di me (Laura & Biagio)
25. Non è detto (Laura)
26. Quanto tempo e ancora (Laura & Biagio)
27. Vivimi (Laura & Biagio)
28. Come se non fosse stato mai amore (Laura)
29. Iris (tra le tue poesie) (Biagio)
30. In questa nostra casa nuova (Laura & Biagio)
31. Non vivo più senza te (Biagio)
32. Invece no (Laura)
33. Tra te e il mare (Laura & Biagio)

### Date
Giugno
- 26 giugno 2019, Bari (Italia), Stadio San Nicola
- 29 giugno 2019, Roma (Italia), Stadio Olimpico

Luglio
- 4 luglio 2019, Milano (Italia), Stadio Giuseppe Meazza di San Siro
- 5 luglio 2019, Milano (Italia), Stadio Giuseppe Meazza di San Siro
- 8 luglio 2019, Firenze (Italia), Stadio Artemio Franchi
- 12 luglio 2019, Bologna (Italia), Stadio Renato Dall'Ara
- 17 luglio 2019, Torino (Italia), Stadio Olimpico
- 20 luglio 2019, Padova (Italia), Stadio Euganeo
- 23 luglio 2019, Pescara (Italia), Stadio Adriatico-Giovanni Cornacchia
- 27 luglio 2019, Messina (Italia), Stadio San Filippo-Franco Scoglio

Agosto
- 1º agosto 2019, Cagliari (Italia), Fiera di Cagliari

### Nomination
Con il Laura Biagio Stadi Tour 2019 Laura Pausini e Biagio Antonacci ricevono a novembre 2019 una nomination ai Rockol Awards nella categoria Miglior artista Live italiano e a febbraio 2020 una nomination agli Onstage Awards nella categoria Miglior Tour 2019.

## World Tour 2023-2024

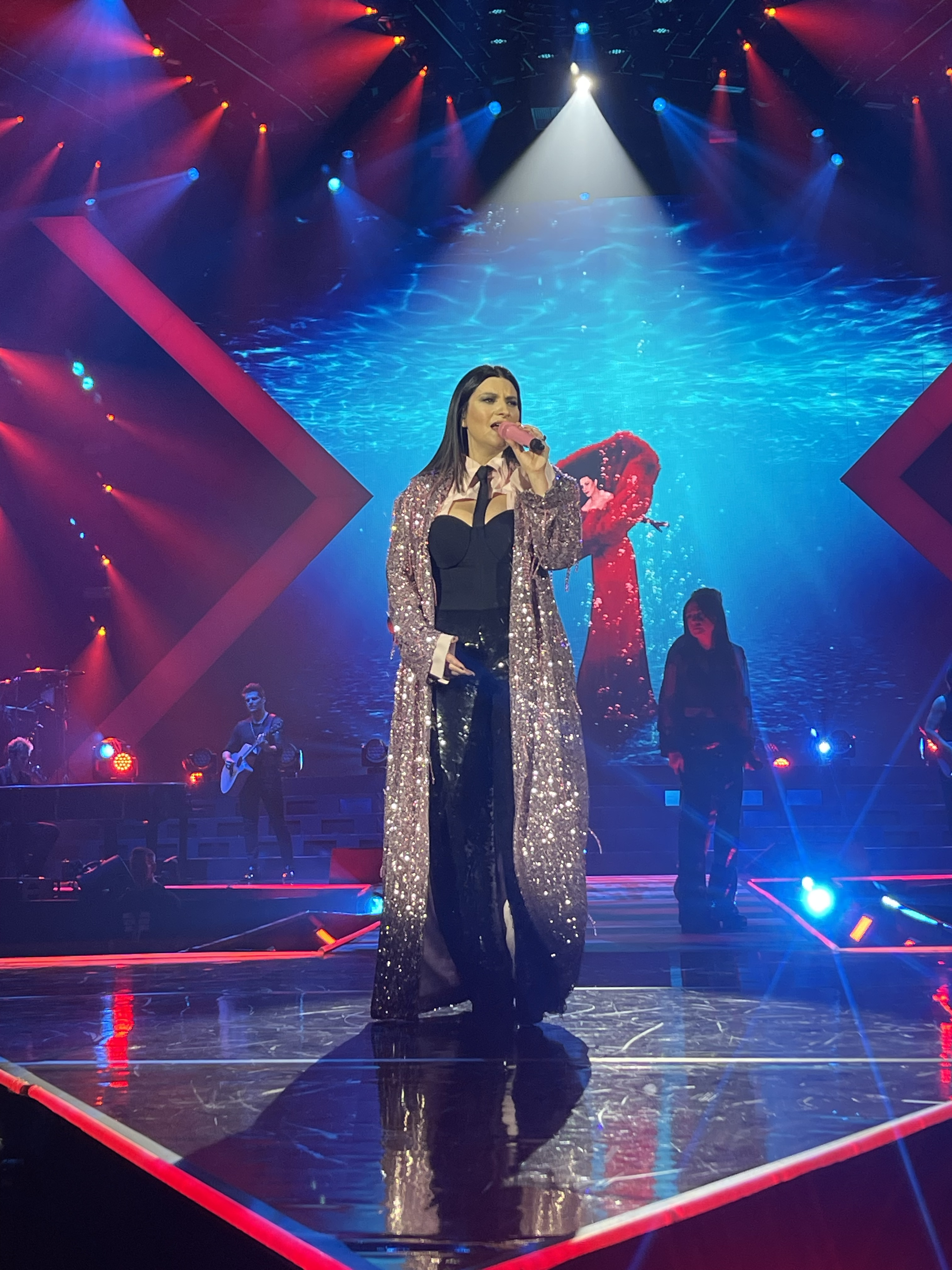
Laura Pausini a Firenze, 23 dicembre 2023

World Tour 2023-2024 è una tournée di Laura Pausini che è partita da Venezia il 30 giugno 2023.
Dopo le date premiere a Venezia e Siviglia di giugno-luglio 2023, il tour proseguirà da dicembre 2023 a febbraio 2024 in Europa: Italia, Spagna, Portogallo, Belgio, Francia, Svizzera, Germania; da febbraio ad aprile 2024 in America: Cile, Argentina, Brasile, Perù, Ecuador, Colombia, Costa Rica, Messico, Stati Uniti; e ritornerà in Europa a novembre e dicembre 2024: Italia, Regno Unito, Francia, Spagna, Svizzera, Germania, Bulgaria, Serbia, Slovenia.
In seguito all'Alluvione dell'Emilia-Romagna avvenuto a maggio 2023, l'artista ha donato il suo compenso dei tre concerti a Venezia alle popolazioni colpite.
La coreografia è curata da Luca Tommassini e la durata del concerto è di 2 ore e 45 minuti.
Il 1° dicembre 2024 viene reso disponibile gratuitamente sulla piattaforma streaming Mediaset Infinity il docu-concerto Laura 30 World Tour in lingua italiana per l'Italia (registrato a Milano a gennaio 2024) e in lingua spagnola per la Spagna (registrato a Barcellona a gennaio 2024).

### Band
Band
- Paolo Carta: chitarra elettrica, direzione musicale
- Thomas Festa: chitarre
- Yuri Barilaro: tastiere
- Fabio Coppini: pianoforte
- Gareth Brown: batteria
- Roberto Gallinelli: basso elettrico
- Ernesto Lopez: percussioni
- Roberta Granà: cori
- Bruno Corazza: cori
- Giorgia Galassi: cori
- Mattia Algieri: cori

### Scaletta

#### Tour 2023
Venezia

(Intro Mi dispiace)
1. La solitudine
2. Strani amori
3. Incancellabile
4. E ritorno da te
5. Medley Romantico: Non è detto, Lato destro del cuore, Non ho mai smesso, In assenza di te/It's not good-bye
6. Io sì (seen)
7. Vivimi
8. Tra te e il mare
9. Sorella terra
10. Un buon inizio
11. Medley Rock: Frasi a metà, Io canto, Un'emergenza d'amore
12. Medley Personale: Celeste, Il nostro amore quotidiano, Davanti a noi
13. E.STA.A.TE
14. Come se non fosse stato mai amore
15. Invece no
16. Resta in ascolto
17. Primavera in anticipo (It is my song)
18. Scatola
19. Le cose che vivi
20. Medley 2000: Limpido, Surrender, Con la musica alla radio
21. Benvenuto
22. Simili
23. Il primo passo sulla luna
24. Un buon inizio

Siviglia

(Intro Lo siento)
1. La soledad
2. Amores extraños
3. Inolvidable
4. Volveré junto a tí
5. Medley Romantico: Nadie ha dicho, Lado derecho del corazón, Jamás abandoné, En ausencia de ti/It's not good-bye
6. Yo sí (Io sì)
7. Víveme
8. Entre tú y mil mares
9. Hermana tierra'
10. Un buen inicio
11. Medley Rock: Verdades a medias, Yo canto, Emergencia de amor
12. Medley Personale: Asi celeste, Nuestro amor de cada día, Frente a nosotros
13. ESTÁ.ALLÁ
14. Come si no nos hubiéramos amado
15. En cambio no
16. Escucha atento
17. Primavera anticipada (It is my song)
18. Caja
19. Las cosas que vives
20. Medley 2000: Limpio, Surrender, Con la musica en la radio
21. Bienvenido
22. Similares
23. Se fue
24. Un buen inicio

Italia, Belgio, Francia, Svizzera, Germania
1. Il primo passo sulla luna
2. Durare
3. Un buon inizio
4. Medley Rock: Tutte le volte, Frasi a metà, Io canto, Un'emergenza d'amore
5. Medley Personale: Celeste, Il nostro amore quotidiano, Davanti a noi
6. Resta in ascolto
7. Anime parallele
8. Tra te e il mare
9. Come se non fosse stato mai amore
10. Primavera in anticipo (It is my song)
11. Scatola
12. E ritorno da te
13. Medley 2000: Limpido, Surrender, Con la musica alla radio
14. Medley Romantico: Canzone a sorpresa, Non è detto, Lato destro del cuore, Non ho mai smesso, In assenza di te/It's not good-bye
15. Benvenuto
16. Simili
17. Le cose che vivi
18. Io sì (seen)'
19. Vivimi
20. Sorella terra
21. Zero
22. Invece no
23. Incancellabile
24. Strani amori
25. La solitudine
26. Non c'è

Spagna, Cile, Argentina, Perú, Ecuador, Colombia, Messico
1. El primer paso en la luna
2. Durar
3. Un buen inicio
4. Medley Rock: Todas las veces, Verdades a medias, Yo canto, Emergencia de amor
5. Medley Personale: Así celeste, Nuestro amor de cada día, Frente a nosotros
6. Escucha atento
7. Almas paralelas
8. Entre tú y mil mares
9. Como si no nos hubiéramos amado
10. Primavera anticipada (It is my song)
11. Caja
12. Volveré junto a ti
13. Medley 2000: Limpio, Surrender, Con la música en la radio
14. Medley Romantico: Canzone a sorpresa, Nadie ha dicho, Lado derecho del corazón, Jamás abandoné, En ausencia de ti/It's not good-bye
15. Bienvenido
16. Similares
17. Las cosas que vives
18. Yo sí (Io sì)
19. Víveme
20. Hermana tierra
21. Cero
22. En cambio no
23. Inolvidable
24. Amores extraños
25. La soledad
26. Se fue

Portogallo
1. Il primo passo sulla luna
2. Durare/Durar (uma vida com você)
3. Un buon inizio
4. Medley Rock: Tutte le volte, Frasi a metà, Io canto, Un'emergenza d'amore
5. Medley Personale: Celeste, Il nostro amore quotidiano, Davanti a noi
6. Resta in ascolto/Escucha atento
7. Anime parallele
8. Entre tú y mil mares/Tra te e il mare
9. Come se non fosse stato mai amore
10. Primavera in anticipo (It is my song)
11. Scatola
12. E ritorno da te/Volveré junto a ti
13. Medley 2000: Limpido, Surrender, Con la musica alla radio
14. Medley Romantico: Canzone a sorpresa, Non è detto, Lato destro del cuore, Non ho mai smesso, In assenza di te/It's not good-bye
15. Benvenuto
16. Simili
17. Le cose che vivi/Tudo o que eu vivo
18. Eu sim (Io sì)
19. Vivimi/Víveme
20. Sorella terra
21. Zero
22. Invece no/Agora não
23. Inesquecível/Incancellabile
24. Amores extraños/Strani amori
25. La solitudine
26. Non c'è

Brasile
1. Il primo passo sulla luna
2. Durare
3. Un buon inizio
4. Medley Rock: Tutte le volte, Frasi a metà, Io canto, Un'emergenza d'amore
5. Medley Personale: Celeste, Il nostro amore quotidiano, Davanti a noi
6. Resta in ascolto
7. Anime parallele
8. Tra te e il mare
9. Come se non fosse stato mai amore
10. Primavera in anticipo (It is my song)
11. Scatola
12. E ritorno da te
13. Medley 2000: Limpido, Surrender, Con la musica alla radio
14. Medley Romantico: Canzone a sorpresa, Non è detto, Lato destro del cuore, Non ho mai smesso, In assenza di te/It's not good-bye
15. Benvenuto
16. Simili
17. Tudo o que eu vivo
18. Eu sim (Io sì)
19. Vivimi/Víveme
20. Sorella terra<
21. Durar (uma vida com você) con Tiago Iorc
22. Zero
23. Agora não/Invece no
24. Inesquecível
25. Strani amori
26. La solitudine
27. Se fue

Costa Rica
1. El primer paso en la luna
2. Durar
3. Un buen inicio
4. Medley Rock: Todas las veces, Verdades a medias, Yo canto, Emergencia de amor
5. Escucha atento
6. Almas paralelas
7. Entre tú y mil mares
8. Como si no nos hubiéramos amado
9. Primavera anticipada (It is my song)
10. Caja
11. Volveré junto a ti
12. Medley 2000: Limpio, Surrender, Con la música en la radio
13. Canzone a sorpresa
14. Bienvenido
15. Similares
16. Las cosas que vives
17. Yo sí (Io sì)
18. Víveme
19. Hermana tierra
20. En cambio no
21. Inolvidable
22. Amores extraños
23. La soledad
24. Se fue

Stati Uniti
1. El primer paso en la luna
2. Durar
3. Un buen inicio
4. Medley Rock: Todas las veces, Verdades a medias, Yo canto
5. Medley Personale: Así celeste, Nuestro amor de cada día, Frente a nosotros
6. Escucha atento
7. Almas paralelas
8. Tra te e il mare/Entre tú y mil mares
9. Como si no nos hubiéramos amado
10. Primavera anticipada (It is my song)
11. Caja
12. Volveré junto a ti
13. Medley 2000: Radiant, Surrender, Con la música en la radio
14. Medley Romantico: Canzone a sorpresa, Lato destro del cuore, Jamás abandoné, It's not good-bye
15. Bienvenido
16. Similares
17. Las cosas que vives
18. Seen (Io sì)
19. Víveme
20. Hermana tierra
21. Cero
22. En cambio no
23. Inolvidable
24. Strani Amori/Amores extraños
25. La solitudine/La soledad
26. Se fue

#### Winter Tour 2024
Inghilterra
1. Il primo passo sulla luna/El primer paso en la luna
2. Durare/Durar
3. Un buon inizio/Un buen inicio
4. Ciao/Chao
5. Medley Rock: Tutte le volte, Frasi a metà, Io canto/Je chante, Un'emergenza d'amore
6. Medley Personale: Celeste, Il nostro amore quotidiano, Davanti a noi
7. Resta in ascolto/Escucha atento
8. E ritorno da te/Volveré junto a ti
9. Come se non fosse stato mai amore/Como si no nos hubiéramos amado
10. Primavera in anticipo (It is my song)
11. Scatola/Caja
12. Medley Romantico: Canzone a sorpresa, Non è detto, Lato destro del cuore, Non ho mai smesso, In assenza di te/It's not good-bye
13. Tra te e il mare/Entre tú y mil mares
14. Medley 2000: Limpido, Surrender, Con la musica alla radio
15. Benvenido
16. Simili
17. Le cose che vivi/Las cosas que vives/Tudo o que eu vivo
18. Seen (Io sì)
19. Vivimi/Víveme
20. Sorella terra/Hermana tierra
21. Zero/Cero
22. Invece no/En cambio no/Agora nao
23. Incancellabile/Inolvidable/Inesquecivel
24. Strani amori/Amores extraños
25. Loneliness/La solitudine/La soledad
26. Non c'è

Eboli, Bari, Roma
1. Il primo passo sulla luna
2. Durare
3. Un buon inizio
4. Ciao
5. Medley Rock: Tutte le volte, Frasi a metà, Io canto, Un'emergenza d'amore
6. Medley Personale: Celeste, Il nostro amore quotidiano, Davanti a noi
7. Resta in ascolto
8. E ritorno da te
9. Come se non fosse stato mai amore
10. Primavera in anticipo (It is my song)
11. Scatola
12. Medley Romantico: Canzone a sorpresa, Non è detto, Lato destro del cuore, Non ho mai smesso, In assenza di te/It's not good-bye
13. Tra te e il mare
14. Medley 2000: Limpido, Surrender, Con la musica alla radio
15. Benvenuto
16. Simili
17. Le cose che vivi
18. Io sì (Seen)
19. Vivimi
20. Sorella terra
21. Zero
22. Invece no
23. Incancellabile
24. Strani amori
25. La solitudine
26. Non c'è

Pesaro, Milano, Torino, Svizzera, Germania, Bulgaria, Serbia, Slovenia, Livorno, Messina
1. Il primo passo sulla luna
2. Durare
3. Un buon inizio
4. Medley Rock: Tutte le volte, Frasi a metà, Io canto, Un'emergenza d'amore
5. E ritorno da te
6. Ciao
7. Medley Personale: Celeste, Il nostro amore quotidiano, Davanti a noi
8. Resta in ascolto
9. Come se non fosse stato mai amore
10. Primavera in anticipo (It is my song)
11. Scatola
12. Medley 2000: Limpido, Surrender, Con la musica alla radio
13. Medley Romantico: Canzone a sorpresa, Non è detto, Lato destro del cuore, Non ho mai smesso, In assenza di te/It's not good-bye
14. Le cose che vivi
15. Benvenuto
16. Simili
17. Tra te e il mare
18. Non c'è (versione con Rauw Alejandro)
19. Io sì (Seen)
20. Vivimi
21. Sorella terra
22. Zero
23. Invece no
24. Incancellabile
25. Strani amori
26. La solitudine
27. Ciao (reprise)

Spagna
1. El primer paso en la luna
2. Durar
3. Un buen inicio
4. Medley Rock: Todas las veces, Verdades a medias, Yo canto, Emergencia de amor
5. Volveré junto a ti
6. Chao
7. Medley Personale: Así celeste, Nuestro amor de cada día, Frente a nosotros
8. Escucha atento
9. Como si no nos hubiéramos amado
10. Primavera anticipada (It is my song)
11. Caja
12. Medley 2000: Limpio, Surrender, Con la música en la radio
13. Medley Romantico: Canzone a sorpresa, Nadie ha dicho, Lado derecho del corazón, Jamás abandoné, En ausencia de ti/It's not good-bye
14. Las cosas que vives
15. Bienvenido
16. Similares
17. Entre tú y mil mares
18. Se fue (versione con Rauw Alejandro)
19. Yo sí (Io sì)
20. Víveme
21. Hermana tierra
22. Cero
23. En cambio no
24. Inolvidable
25. Amores extraños
26. La soledad
27. Chao (reprise)

### Date

#### World Tour Premiere 2023
Giugno
- 30 giugno 2023, Venezia (Italia) Piazza San Marco

Luglio
- 1º luglio 2023, Venezia (Italia), Piazza San Marco
- 2 luglio 2023, Venezia (Italia), Piazza San Marco
- 21 luglio 2023, Siviglia (Spagna), Plaza de España
- 22 luglio 2023, Siviglia (Spagna), Plaza de España

#### European Tour 2023-2024
Dicembre
- 8 dicembre 2023 (Data zero), Rimini (Italia), Stadium
- 9 dicembre 2023, Rimini (Italia) Stadium
- 12 dicembre 2023, Roma (Italia), Palazzo dello Sport
- 13 dicembre 2023, Roma (Italia), Palazzo dello Sport
- 15 dicembre 2023, Roma (Italia), Palazzo dello Sport
- 16 dicembre 2023, Roma (Italia), Palazzo dello Sport
- 19 dicembre 2023, Mantova (Italia), Pala Unical
- 20 dicembre 2023, Mantova (Italia), Pala Unical
- 22 dicembre 2023, Firenze (Italia), Nelson Mandela Forum
- 23 dicembre 2023, Firenze (Italia), Nelson Mandela Forum
- 26 dicembre 2023, Eboli (Italia), PalaSele
- 27 dicembre 2023, Eboli (Italia) PalaSele
- 29 dicembre 2023, Bari (Italia), PalaFlorio
- 30 dicembre 2023, Bari (Italia), PalaFlorio

Gennaio
- 6 gennaio 2024, Padova (Italia), Fiera di Padova
- 7 gennaio 2024, Padova (Italia) Fiera di Padova
- 9 gennaio 2024, Bologna (Italia), Unipol Arena
- 10 gennaio 2024, Bologna (Italia), Unipol Arena
- 12 gennaio 2024, Torino (Italia), Inalpi Arena
- 13 gennaio 2024, Torino (Italia), Inalpi Arena
- 15 gennaio 2024, Bolzano (Italia), Sparkasse Arena
- 17 gennaio 2024, Milano (Italia), Unipol Forum
- 18 gennaio 2024, Milano (Italia), Unipol Forum
- 23 gennaio 2024, Milano (Italia), Unipol Forum
- 24 gennaio 2024, Milano (Italia), Unipol Forum
- 27 gennaio 2024, Madrid (Spagna), Palacio de Deportes de la Comunidad de Madrid
- 29 gennaio 2024, Barcellona (Spagna), Palau Sant Jordi

Febbraio
- 3 febbraio 2024, Lisbona (Portogallo), Altice Arena
- 10 febbraio 2024, Bruxelles (Belgio), Forest National
- 12 febbraio 2024, Parigi (Francia), Accor Arena
- 15 febbraio 2024, Zurigo (Svizzera), Hallenstadion
- 16 febbraio 2024, Stoccarda (Germania), Schleyer Halle

#### Latin American Tour 2024
Febbraio
- 23 febbraio 2024, Mostazal (Cile), Gran Arena Monticello
- 25 febbraio 2024, Santiago (Cile), Movistar Arena
- 28 febbraio 2024, Buenos Aires (Argentina), Movistar Arena

Marzo
- 2 marzo 2024, San Paolo (Brasile), Espaço Unimed
- 3 marzo 2024, San Paolo (Brasile), Espaço Unimed
- 6 marzo 2024, Distretto di San Miguel (Perù), Arena 1
- 8 marzo 2024, Quito (Ecuador), Coliseo General Rumiñahui
- 10 marzo 2024, Bogotà (Colombia), Movistar Arena
- 13 marzo 2024, Guácima (Costa Rica), Anfiteatro Coca Cola Parque Viva
- 16 marzo 2024, Città del Messico (Messico), Arena Ciudad de México
- 18 marzo 2024, Monterrey (Messico), Monterrey Arena

#### USA Tour 2024
Marzo
- 21 marzo 2024, Houston (TX, Stati Uniti), Smart Financial Centre
- 23 marzo 2024, Los Angeles (CA, Stati Uniti), YouTube Theater
- 28 marzo 2024, Orlando (FL, Stati Uniti), Dr. Phillips Center
- 30 marzo 2024, Miami (FL, Stati Uniti), Kaseya Center

Aprile
- 4 aprile 2024, Rosemont (IL, Stati Uniti), Rosemont Theater
- 6 aprile 2024, New York (NY, Stati Uniti), The Theater at Madison Square Garden

#### Winter Tour 2024
Novembre
- 4 novembre 2024, Londra (Regno Unito), Shepherd's Bush Empire
- 5 novembre 2024, Londra (Regno Unito), Shepherd's Bush Empire
- 13 novembre 2024, Eboli (Italia), PalaSele
- 15 novembre 2024, Bari (Italia), Palaflorio
- 16 novembre 2024, Bari (Italia), Palaflorio
- 18 novembre 2024, Roma (Italia), Palazzo dello Sport
- 19 novembre 2024, Roma (Italia), Palazzo dello Sport
- 23 novembre 2024, Pesaro (Italia), Vitrifrigo Arena
- 27 novembre 2024, Milano (Italia), Unipol Forum
- 28 novembre 2024, Milano (Italia), Unipol Forum
- 30 novembre 2024, Torino  (Italia), Inalpi Arena

Dicembre
- 3 dicembre 2024, Marsiglia (Francia), Le Dôme de Marseille
- 5 dicembre 2024, Malaga (Spagna), Palacio de Deportes José María Martín Carpena
- 7 dicembre 2024, Pamplona (Spagna), Navarra Arena
- 9 dicembre 2024, Ginevra (Svizzera), Arena di Ginevra
- 11 dicembre 2024, Basilea (Svizzera), St. Jakobshalle
- 12 dicembre 2024, Monaco di Baviera (Germania), Olympiahalle
- 16 dicembre 2024, Sofia (Bulgaria), Arena Armeec
- 18 dicembre 2024, Belgrado (Serbia), Štark Arena
- 20 dicembre 2024, Lubiana (Slovenia), Arena Stožice
- 23 dicembre 2024, Livorno (Italia), Modigliani Forum
- 28 dicembre 2024, Messina (Italia), PalaRescifina
- 29 dicembre 2024, Messina (Italia), PalaRescifina
- 31 dicembre 2024 (Special Show), Messina (Italia), PalaRescifina

#### Date rinviate
- 21 novembre 2024, Livorno (Italia), Modigliani Forum - rinviata al 23 dicembre a causa di influenza.

### Nomination e riconoscimenti
Con il World Tour 2023-2024 Laura Pausini riceve il riconoscimento ai Rockol Awards 2024 nella categoria Miglior artista Live italiano; la nomination era stata ottenuta anche a dicembre 2023 per i premi 2023.

## Live
- 31 dicembre 2005, Torino, Piazza San Carlo, concerto di fine anno
- 31 dicembre 2006, Siena, Piazza del Campo, concerto di fine anno
- 24 maggio 2007, Grado, Stadio Comunale dell'Isola della Schiusa, data zero
- 2 giugno 2007, Milano, Stadio Giuseppe Meazza di San Siro
- 31 dicembre 2009, Olbia (Italia), Molo Brin, concerto di fine anno
- 31 dicembre 2018, Monte Carlo (Monaco), Sporting Club, concerto di fine anno[103]
- 26 febbraio 2023, New York, Apollo Theater, (Laura30, 30 Years In 24 Hours) (ore 18), concerto di 1 ora con 10 tracce per festeggiare 30 anni di carriera.
- 27 febbraio 2023, Madrid, The Music Station, (Laura30, 30 Years In 24 Hours) (ore 15), concerto di 1 ora con 10 tracce per festeggiare 30 anni di carriera.
- 27 febbraio 2023, Milano, Teatro Carcano, (Laura30, 30 Years In 24 Hours) (ore 23), concerto di 1 ora con 10 tracce per festeggiare 30 anni di carriera.